# Feucht (Mittelfranken)
Feucht ([fɔɪ̯çt] ⓘ) ist ein Markt im mittelfränkischen Landkreis Nürnberger Land und liegt direkt angrenzend am südöstlichen Stadtrand Nürnbergs.

## Geographie

### Lage
Rundum vom Reichswald umgeben wird das Ortsbild von Feucht wesentlich geprägt durch das von Nordosten nach Südwesten verlaufende grüne Band des Gauchsbachtales. Um 1928 begradigt und im Innenbereich in ein Betonbett gefasst, wurde der Bachlauf durch verschiedene Renaturierungsmaßnahmen wieder mäandriert.

### Gemeindegliederung
Der Markt Feucht hat fünf Gemeindeteile (in Klammern ist der Siedlungstyp angegeben):
- Feucht (Hauptort)
- Gauchsmühle (Einöde)
- Hahnhof (Dorf)
- Moosbach (Kirchdorf)
- Weiherhaus (Weiler)

Es gibt auf dem Gemeindegebiet die Gemarkungen Feucht, Feuchter Forst (Gemarkungsteil 0) und Moosbach. Die Gemarkung Feucht hat eine Fläche von 6,764 km². Sie ist in 6097 Flurstücke aufgeteilt, die eine durchschnittliche Flurstücksfläche von 1109,43 m² haben. In ihr liegt neben dem namensgebenden Ort liegt ein Teil des Gewerbeparks Nürnberg-Feucht.

### Nachbargemeinden
Nachbargemeinden sind (im Norden beginnend im Uhrzeigersinn): Nürnberg, Winkelhaid, Schwarzenbruck und Wendelstein.

## Geschichte

### Mittelalter
Vermutlich im 8. bis spätestens 10. Jahrhundert wurde vom damaligen Herzogs- bzw. Königshof in Altdorf (bzw. von Altdorf-Rasch) aus eine Tochterkapelle in Feucht gegründet. Im Jahre 1189 erfolgte die erste Nennung Feuchts, damals gehörte der Ort zu dem von Nürnberg aus verwalteten Reichsdominium und war Sitz eines Reichsdienstmannengeschlechts. Zu Feucht gehörte ab dem 11./12. Jahrhundert eine Zollstelle für den Brückenzoll über die Schwarzach bei Ochenbruck.
Der Name des Ortes wird auf das althochdeutsche viuhtje – fichta zurückgeführt, also auf die Fichte (mundartlich Féichdn). Das Wappen zeigt das sogenannte Zeidelmännchen mit der Armbrust über der Schulter neben einem Wappen stehend, das auf grünem Grund einen Bienenkorb zeigt. Feucht war seit dem Mittelalter aufgrund seiner Lage im kaiserlichen Reichswald ein Zentrum der Bienenhaltung mit Honig- und Wachsgewinnung, der sogenannten Zeidlerei. Der Feuchter Honig war früher Grundlage für die berühmten Nürnberger Lebkuchen. 1296 hatten die Zeidler eine eigene Gerichtsbarkeit und einen eigenen Zeidelmeister. 1350 wurden die Privilegien der Zeidler von Kaiser Karl IV. bestätigt: u. a. ein eigenes Zeidelgericht (bis 1796) und Zeidlerrechte. Dafür waren sie dem Kaiser zum Waffendienst mit der Armbrust verpflichtet.
Der Steckerlaswald vorwiegend aus Kiefern, der heute den Wald um Feucht prägt, hat seinen Ursprung ab Ostern 1368, als der Nürnberger Ratsherr Peter Stromer begann, den durch Raubbau arg gebeutelten Reichswald durch Baumsaat von schnellwachsenden Nadelhölzern wieder zukunftsfähig zu machen. Als Nichtfachmann – er war Handels- und Montanunternehmer, kein Forstfachmann – hatte er natürlich keine Vorstellung von den Nachteilen dieser Monokultur. Leider wurden diese auch bei der Wiederaufforstung nach dem Kiefernspannerfraß 1894 nicht berücksichtigt.

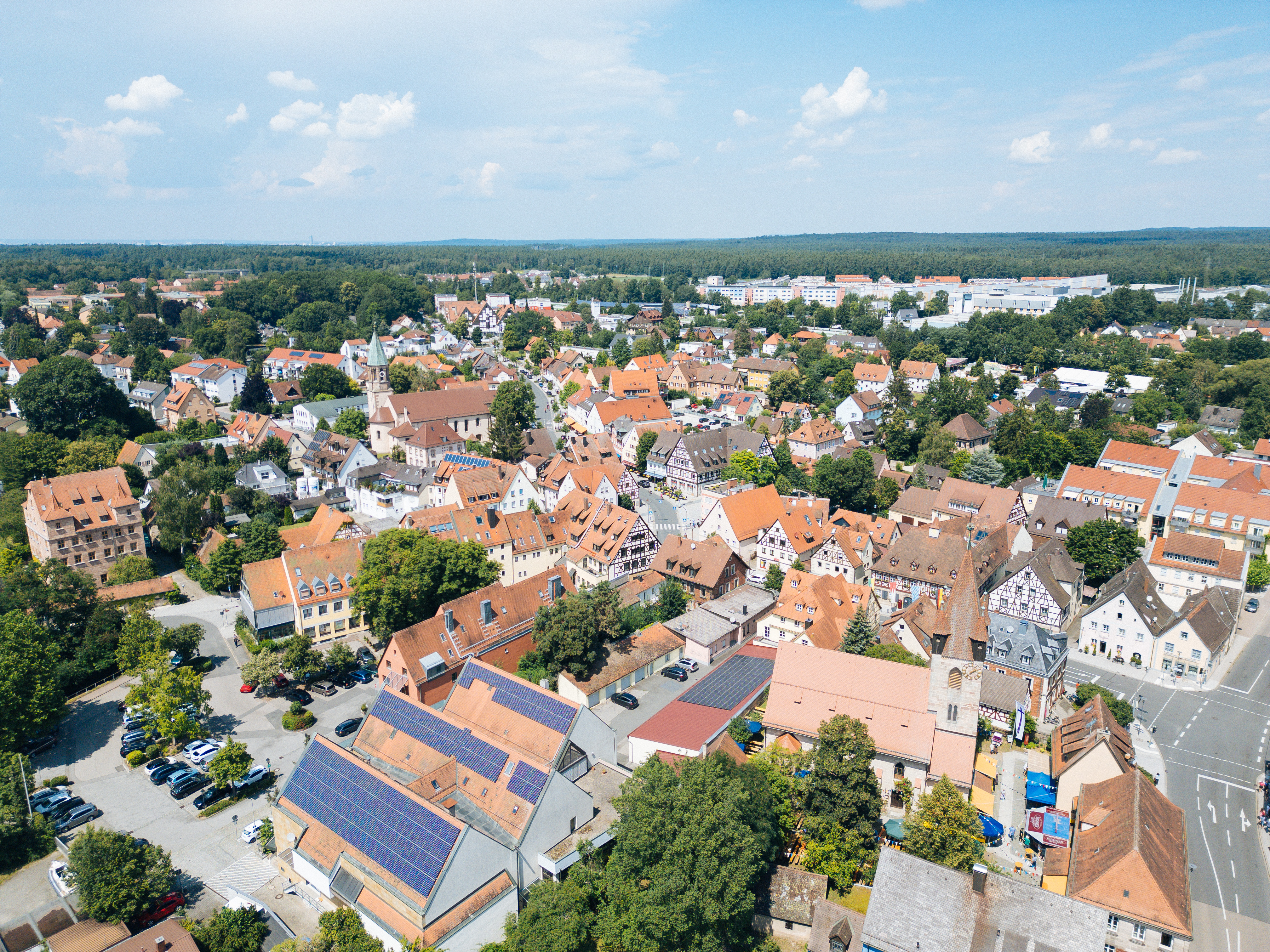
Ortskern von Feucht aus der Luft

Mit dem Untergang der Staufer löste sich das Reichsland bzw. Reichsdominium auf. In das Machtvakuum stießen die Burggrafen von Nürnberg und die Reichsstadt Nürnberg. Im Reichswald sicherte sich die Stadt Nürnberg zahlreiche Rechte, doch war die genaue Abgrenzung (insbesondere der Gerichtsbarkeit) nicht geregelt. Erst als die Burggrafen mit der Mark Brandenburg belehnt wurden und Geld brauchten, kam es zur Einigung: Die Reichsstadt Nürnberg erwarb 1427 die meisten Rechte, der Burggraf behielt jedoch einige Rechte (den hohen Wildbann, das Landgericht und Waldrechte). Daraus leiteten die Burggrafen bzw. Markgrafen von Ansbach-Bayreuth später Ansprüche auf den ganzen Reichswald und auch auf Feucht ab. Die Folge waren fortdauernde Streitigkeiten, die sich 1502 zu einer größeren Schlacht vor den Toren Nürnbergs u. a. wegen des (abgegangenen) kleinen Wallfahrtsortes Affalterbach im Schwarzachtal ausweiteten.
Infolge der Hussitenzüge (1429/30) erhielt Nürnberg 1431 von Kaiser Sigismund das Recht, Feucht zu befestigen. Gleichzeitig wurde mit dieser Urkunde Feucht das Marktrecht verliehen. 1439–41 wurden Milizen zur Hussitenabwehr gebildet. Feucht wurde Sitz einer Oberhauptmannschaft, zu der auch die Nachbarorte Ochenbruck, Schwarzenbruck, Gauchsmühle, Moosbach, Rummelsberg und Affalterbach Kräfte bereitstellten.

### Neuzeit
Als 1497 der Reichstag den gemeinen Pfennig, eine Steuer aller über 15-Jährigen beschloss, wurden in Feucht 80 Haushalte mit 200 Personen über 15 Jahren gezählt.
1504 zogen im Landshuter Erbfolgekrieg 2000 pfälzische Soldaten von Neumarkt heran und brannten Feucht und die Zollgebäude in Ochenbruck nieder. 1525 wurde die Reformation eingeführt und 1550 kaufte die Reichsstadt Nürnberg weitere 21 Anwesen in Feucht, um ihre Herrschaft in dem Ort abzusichern. 1552/53 wurden Feucht und die Zollgebäude in Ochenbruck im Zweiten Markgrafenkrieg erneut zerstört.
Mit der Reformation wurde Feucht 1525 der Freien Reichsstadt Nürnberg angegliedert und damit unter Pfarrer Georg Leypoldt evangelisch.
Im Dreißigjährigen Krieg litt die Gemeinde, wie viele andere Orte im Nürnberger Land, unter Einquartierungen:
- Oktober 1621: Truppen unter Ernst von Mansfeld (evangelische Union)
- Ende 1621: 21.000 kaiserliche Soldaten unter Tilly, in Verfolgung Mansfelds
- 1632–34 wechselnde Einquartierungen. Zu dieser Zeit lagen sich in Nürnberg Wallenstein und Gustav Adolf während der Schlacht an der Alten Veste gegenüber.
- Im September 1649 verließen die schwedischen Truppen Feucht.

Auch in den folgenden Kriegen belasteten Truppendurchzüge Feucht (1697, 1709/10, 1735/38, 1791, 1795–99).
1792 dankte der letzte Markgraf Karl Alexander ab und verkaufte sein Land dem Königreich Preußen. Der preußische Minister Freiherr von Karl August von Hardenberg, der in Ansbach seinen Sitz hatte, setzte die jahrhundertelang beanspruchte Landeshoheit über die Reichswälder durch. 1796 besetzten preußische Truppen das Nürnberger Umland. Feucht kam zum Amt Burgthann (mit Sitz in Oberferrieden).
1800 kam es bei Feucht zu Gefechten zwischen französischen und österreichischen Truppen. 1805/06 gab es weitere Truppendurchzüge.

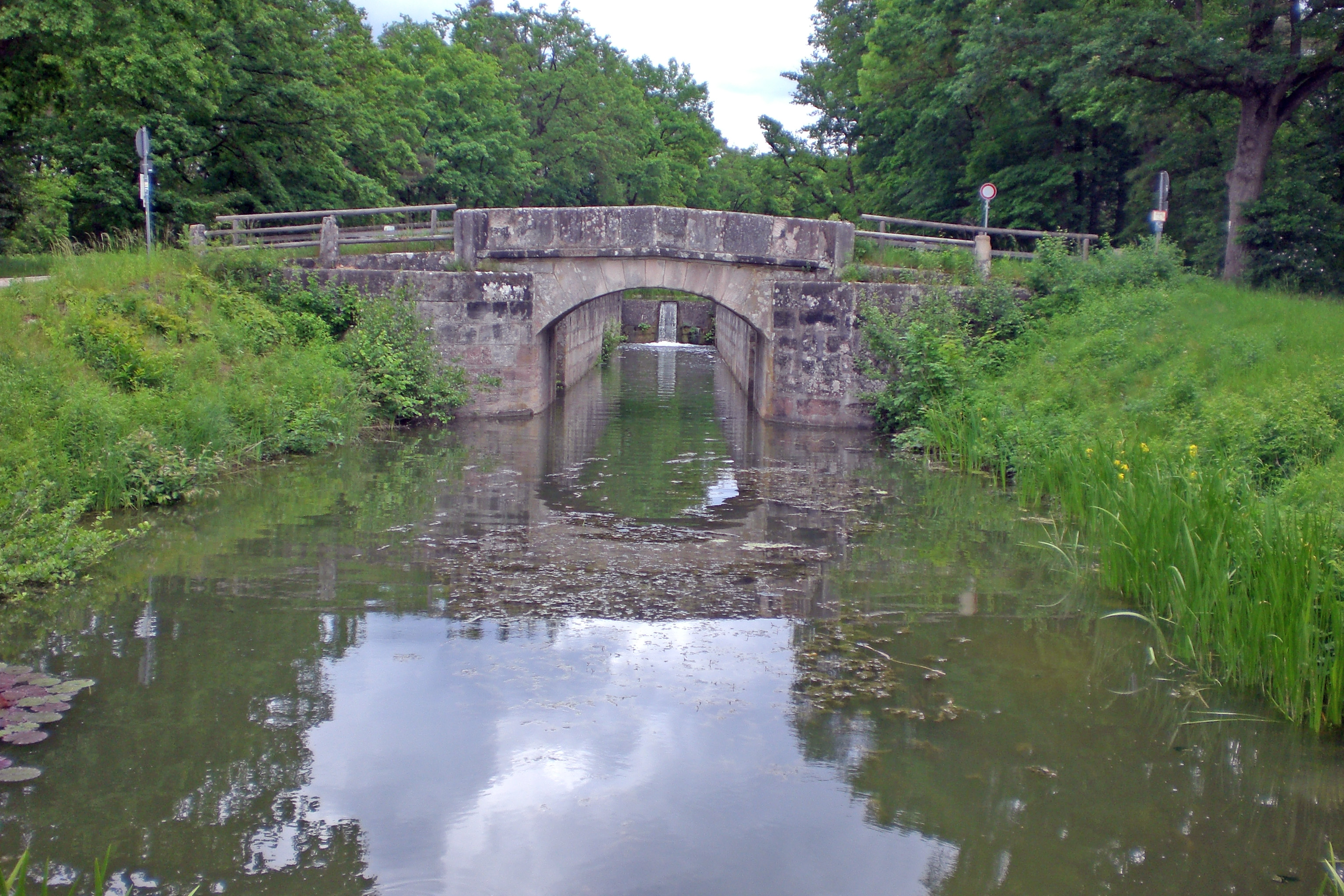
Ludwig-Donau-Main-Kanal: Schleuse 60 bei Feucht (2024)

Am 6. März 1806 musste Preußen auf französischen Druck die Provinz Ansbach an das Königreich Bayern abtreten. Feucht kam zu dem 1808 eingerichteten königlichen Landgericht Altdorf.
Ab 1836 wurde der Ludwig-Donau-Main-Kanal gebaut, der im Westen an Feucht vorbeiführt. Schwierig gestaltete sich die Errichtung des Schwarzach-Brückkanals, der 1841 fertiggestellt wurde, aber 1844 nochmal neu gebaut werden musste. Der 1846 eröffnete Kanal erfüllte die wirtschaftlichen Erwartungen nicht.
1871 erhielt Feucht durch die Eröffnung der Bahnstrecke Regensburg–Nürnberg wirtschaftliche Impulse. 1878 wurde die Bahnstrecke Feucht–Altdorf eröffnet, 1886 die Bahnstrecke Feucht–Wendelstein.
Die Arbeiter für den Bahnbau kamen oft aus katholischen Gegenden, die Kirche war aber nur den evangelischen Gläubigen vorbehalten. Als Ort für den sonntäglichen Gottesdienst der Katholiken genehmigte die Bistumsleitung in Eichstätt nach anfänglichen Hindernissen den Bau einer Kapelle (12,5 m × 5 m) am damaligen Ortsrand bei der Fischbacher Straße. Sie wurde am 16. Dezember 1877 als Herz-Jesu-Kapelle vom zuständigen Altdorfer Pfarrer Pröll eingeweiht.
Als Folge des Kieferspannerfraßes in den Reichswäldern (1892–1896) mussten weite Flächen des Waldes gerodet werden; dies führte viele Waldarbeiter nach Feucht.
Da auch diese meist aus der Oberpfalz kamen, wuchs die katholische Bevölkerung rasch an, so dass die Kapelle nicht mehr ausreichte. Am 1. Juni 1895 bekamen die Feuchter Katholiken einen eigenen Seelsorger, den Expositus Ludwig Heumann. Dieser initiierte die dringliche Erweiterung der Kapelle und leitete Vorplanungen für den Bau einer angemessenen eigenen Kirche im Ortskern ein. Nach-Nachfolger Theodor Madlener gründete 1899 einen Kirchenbauverein. Die neue Herz-Jesu-Kirche wurde nach knapp 9-monatiger Bauzeit am 13. Dezember 1903 eingeweiht.

### 20./21. Jahrhundert

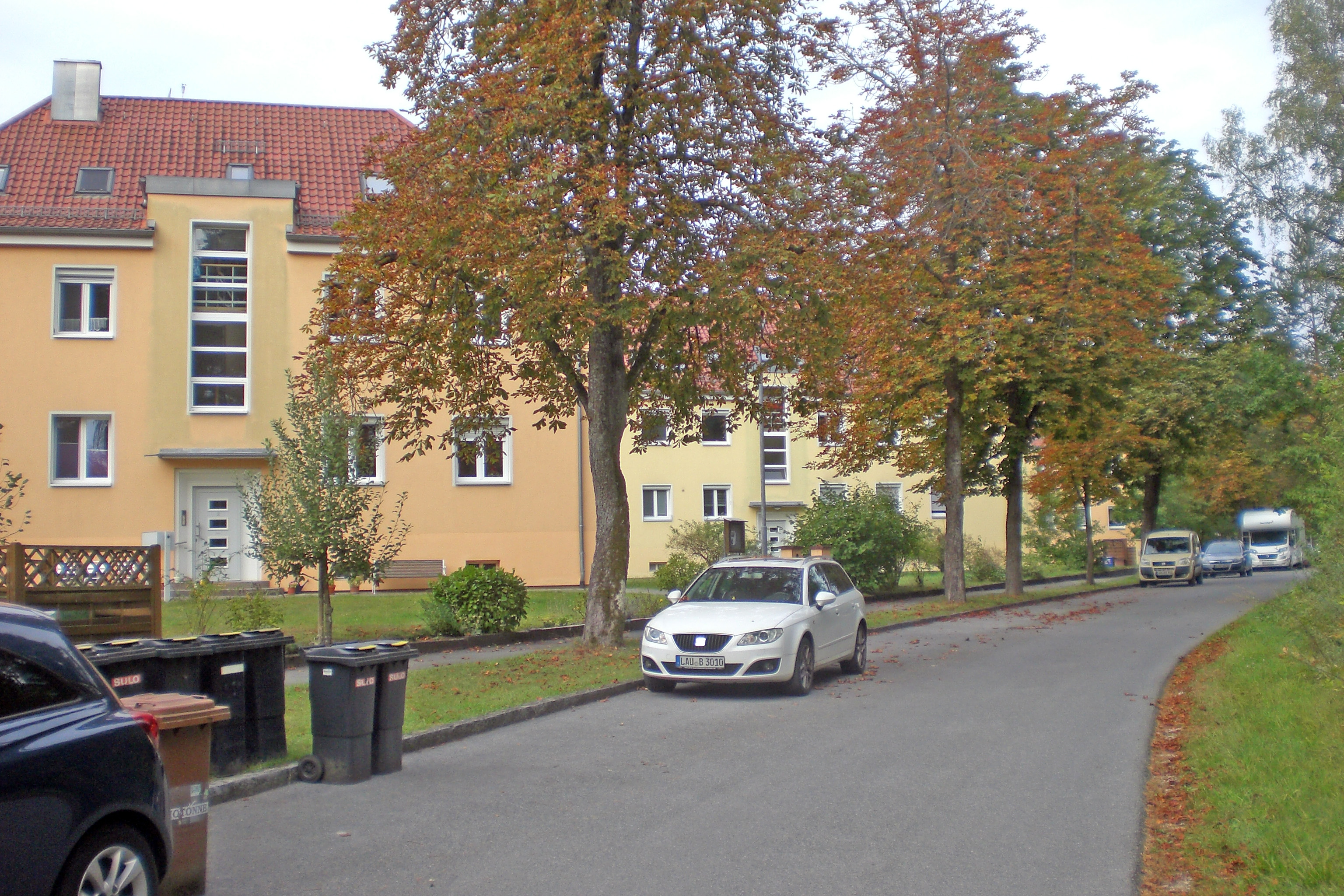
Siedlung Äußere Weissenseestraße (2024)

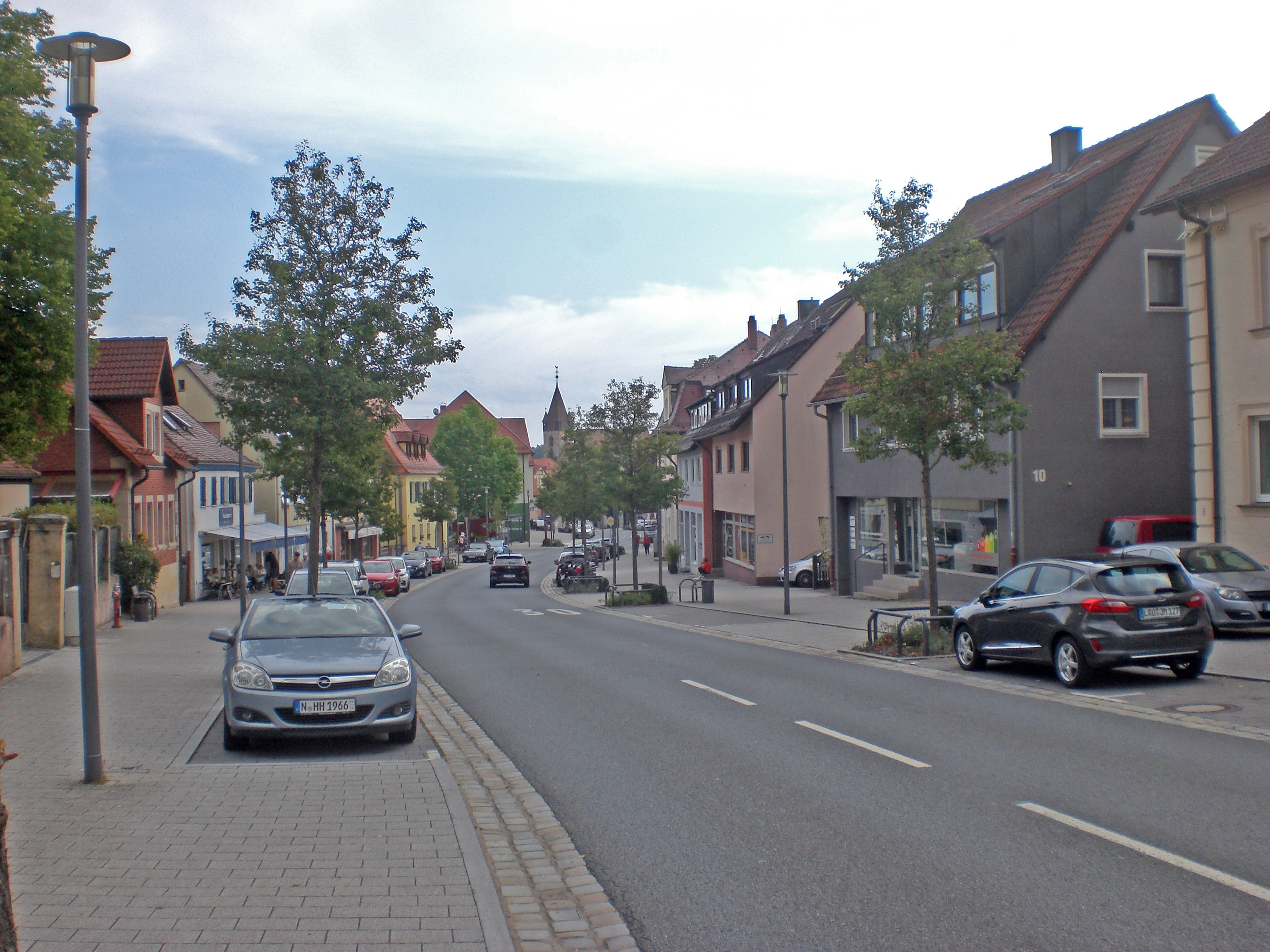
Die Feuchter Hauptstraße (2023)

Anfang Mai 1921 wurde die zuvor Altdorf unterstellte katholische Gemeinde mit dem seit 1915 amtierenden Expositus Franz Xaver Schmid zur Pfarrei erhoben.
Die baufällige Kapelle bei der Fischbacher Straße hatte ihre Tage hinter sich und wurde um 1922 abgerissen.
Nach dem Ersten Weltkrieg wurden mehrere Kleinsiedlungen (zumeist Eigenheime) errichtet:
- ca. 1922 die Alte Siedlung nordöstlich gegenüber dem Bahnhof
- ab 1935 die Jägersruh
- ab 1935 das Schottenfeld
- ab 1938 die Zeidlersiedlung
- ab 1938 die Mietshaussiedlung am Bahnhof

Ab 1934 wurde im Reichswald bei Feucht eine Munitionsanstalt (Muna) errichtet, ein eigener Bahnanschluss gebaut und große Mengen Munition verarbeitet und gelagert. Während des Krieges waren dort zusätzliche Baracken errichtet, in denen Zwangsarbeiter sowie polnische und sowjetische Kriegsgefangene beschäftigt wurden.
Ebenfalls vor dem Krieg wurde die heutige A9 Berlin–München direkt am Westrand des Ortes gebaut. Der benötigte Sand wurde in einer Sandgrube im Westen gewonnen, daraus entstand ein Baggersee, der in den 1970er Jahren zum Jägersee renaturiert wurde.
Mit dem Beginn des Luftkrieges während des Zweiten Weltkrieges wurden in Feucht als Teil der Flugabwehr für Nürnberg mehrere Flak-Stellungen eingerichtet: an der Kreuzung Schwabacher Straße/B8, an der Altdorfer Straße auf Höhe des heutigen Freibads und am Fischbacher Weg. Flakscheinwerfer standen im Norden, Horchgeräte im Süden und Osten des Marktes.
Im März 1943 fielen (wahrscheinlich als Fehlwürfe des Angriffes am 8./9. März auf Nürnberg) einige Bomben auf Feucht und Häuser beim Friedhof brannten aus. Am 10./11. August wurde Feucht ebenfalls durch Fehlwürfe bei Angriffen auf Nürnberg schwerer getroffen: 15 Häuser wurden zerstört oder schwer beschädigt, 12 Häuser wurden leicht beschädigt.
Zum Ende des Krieges näherten sich am 17. April 1945 von Altdorf amerikanische Einheiten des 3. Bataillons des 157. Infanterieregimentes und drangen ohne Gegenwehr über die Altdorfer Straße und das Gauchsbachtal nach Feucht ein. Die Muna-Besatzung und der Volkssturm hatten sich vorher abgesetzt.
Nach dem Krieg wurden in der Muna Bunker und Munitionsbestände von den Amerikanern gesprengt. Im Sommer 1946 entstanden dabei wiederholt Waldbrände. Am 4. Mai 1946 geriet ein Waldbrand außer Kontrolle, viel Munition sowie ein Güterzug mit 300 Gefechtsköpfen der V2 und 50 Gebäude explodierten; wegen Gasgefahr wurde der Ort evakuiert.
Die an der Großen Straße in Nürnberg stationierte amerikanische Hubschraubereinheit benötigte eine neue Basis – hierfür wurde 1964 neben der Muna ein Hubschrauberflughafen errichtet, auf dem zeitweise bis zu 50 Hubschrauber stationiert wurden. Ein Standortübungsplatz für die amerikanischen Soldaten der ehemaligen SS-Kaserne (in der Nürnberger Südstadt) wurde Anfang der 70er Jahre geplant, aber nach Protesten der Bevölkerung nicht verwirklicht.
In den 1970er Jahren fanden auf der amerikanischen Basis Tage der offenen Tür des amerikanischen Militärs und auch Modellflugtage statt.
Im Zuge der Gebietsreform in Bayern wurden am 1. April 1971 Teile der aufgelösten Gemeinde Moosbach eingegliedert, dazu gehörten neben Moosbach auch Gauchsmühle, Hahnhof und Weiherhaus.
Feucht erlebte in den Nachkriegsjahren, auch durch den Zuzug von Vertriebenen, ein starkes Bevölkerungswachstum. Der Markt ist eine Pendlergemeinde mit einem Anteil von 75 % Zugezogenen (Stand 1977).
2008 bis 2010 wurde der Ortskern von Feucht baulich neu und umgestaltet.
Zwei Gebiete im Osten von Feucht – Muna Feucht sowie südlich davon – wurden ab 2021 von der Deutschen Bahn auf Eignung als Standort eines ICE-Instandhaltungwerks geprüft.

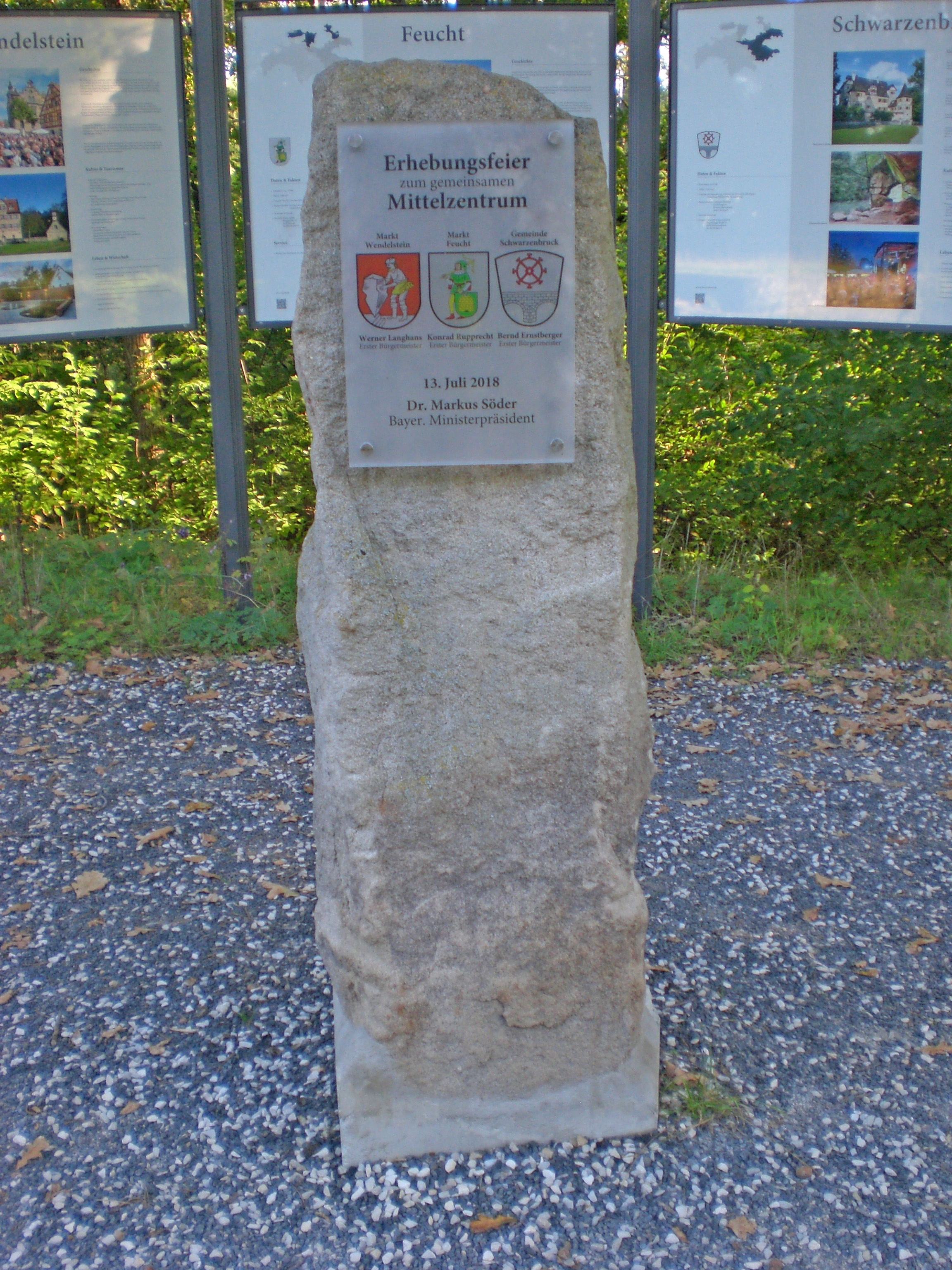
Gedenkstein Mittelzentrum

Die Marktgemeinden Feucht und Wendelstein sowie die Gemeinde Schwarzenbruck bilden zusammen ein Mittelzentrum. Hier sind Einrichtungen der Aus- und Weiterbildung, weiterführende Schulen (z. B. Gymnasien und Realschulen) sind hiernach vor allem in Mittel- und Oberzentren anzusiedeln. Auch bei der Standortwahl für staatliche Behörden gilt dieses. Am 13. Juli 2018 wurde zur Erhebungsfeier von Markus Söder ein Gedenkstein am Alten Kanal eingeweiht. Am Standort befinden sich Informationstafeln der Gemeinden.

## Religion

### Kirchengemeinden
- Evangelische Kirche St. Jakob mit der Heilig-Geist-Kirche in Moosbach
- Katholische Kirche Herz Jesu
- Neuapostolische Kirche
- Kirche Jesu Christi der Heiligen der Letzten Tage

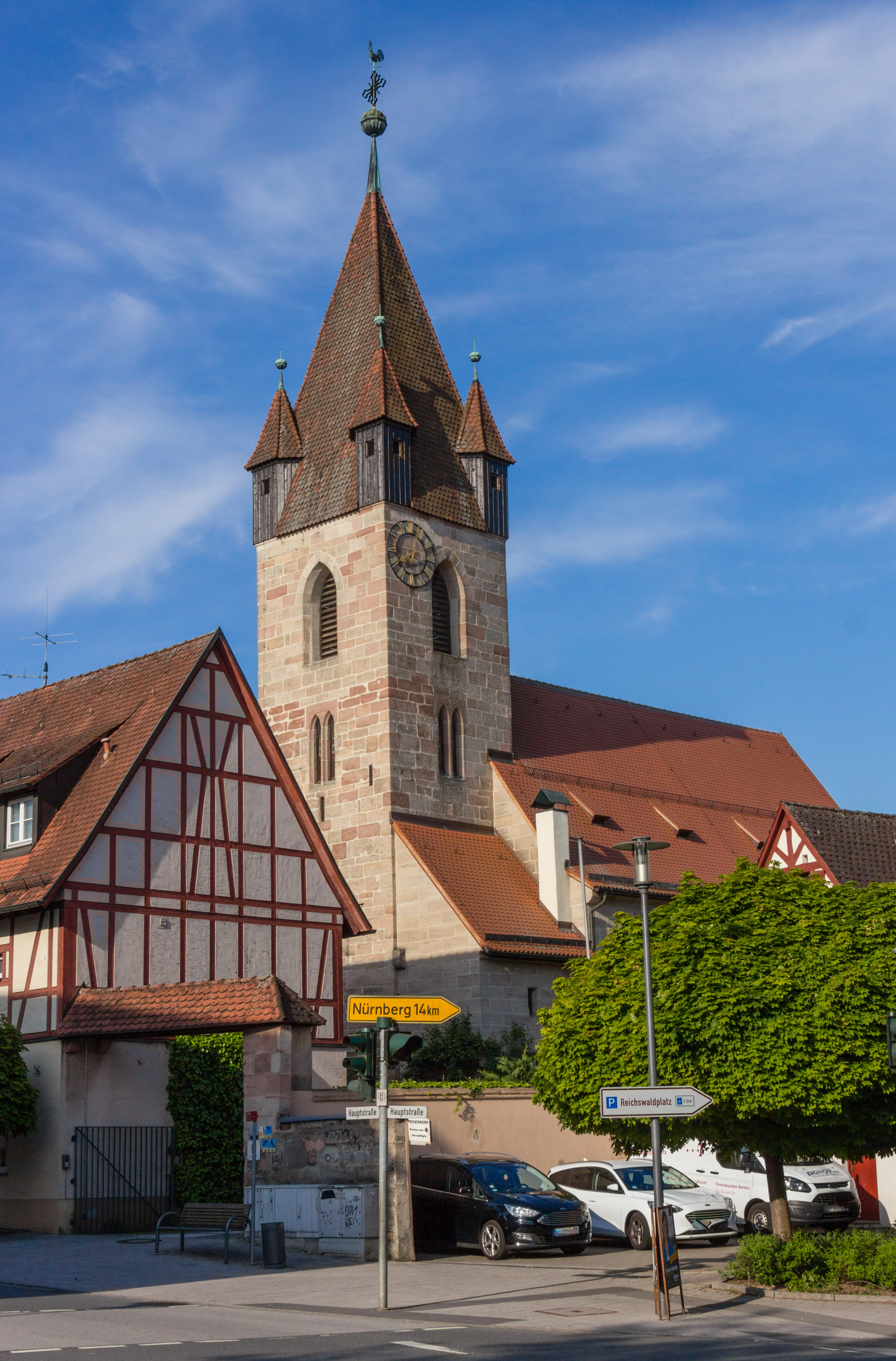
St.-Jakobs-Kirche (2019)
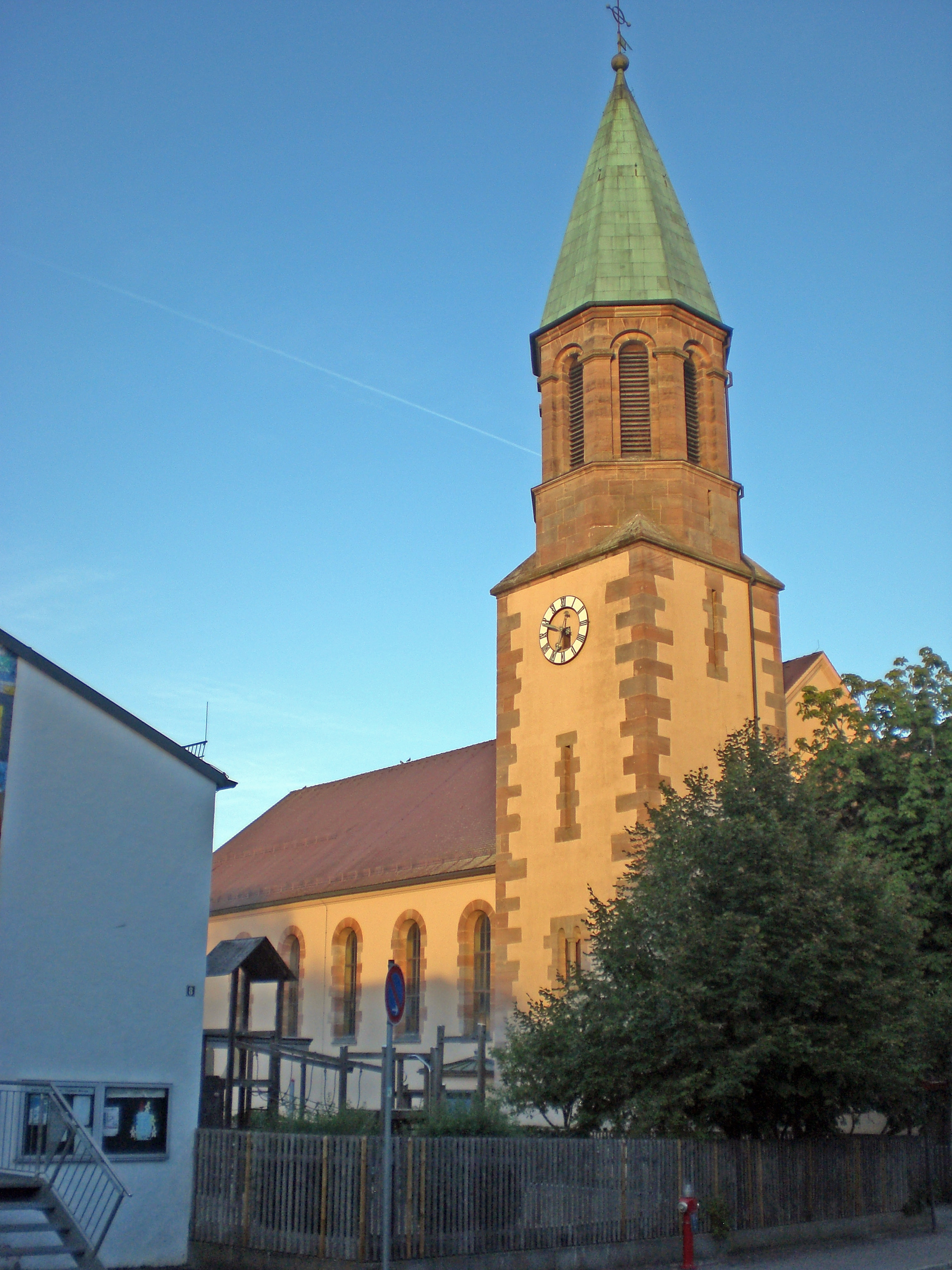
Herz-Jesu-Kirche (2023)
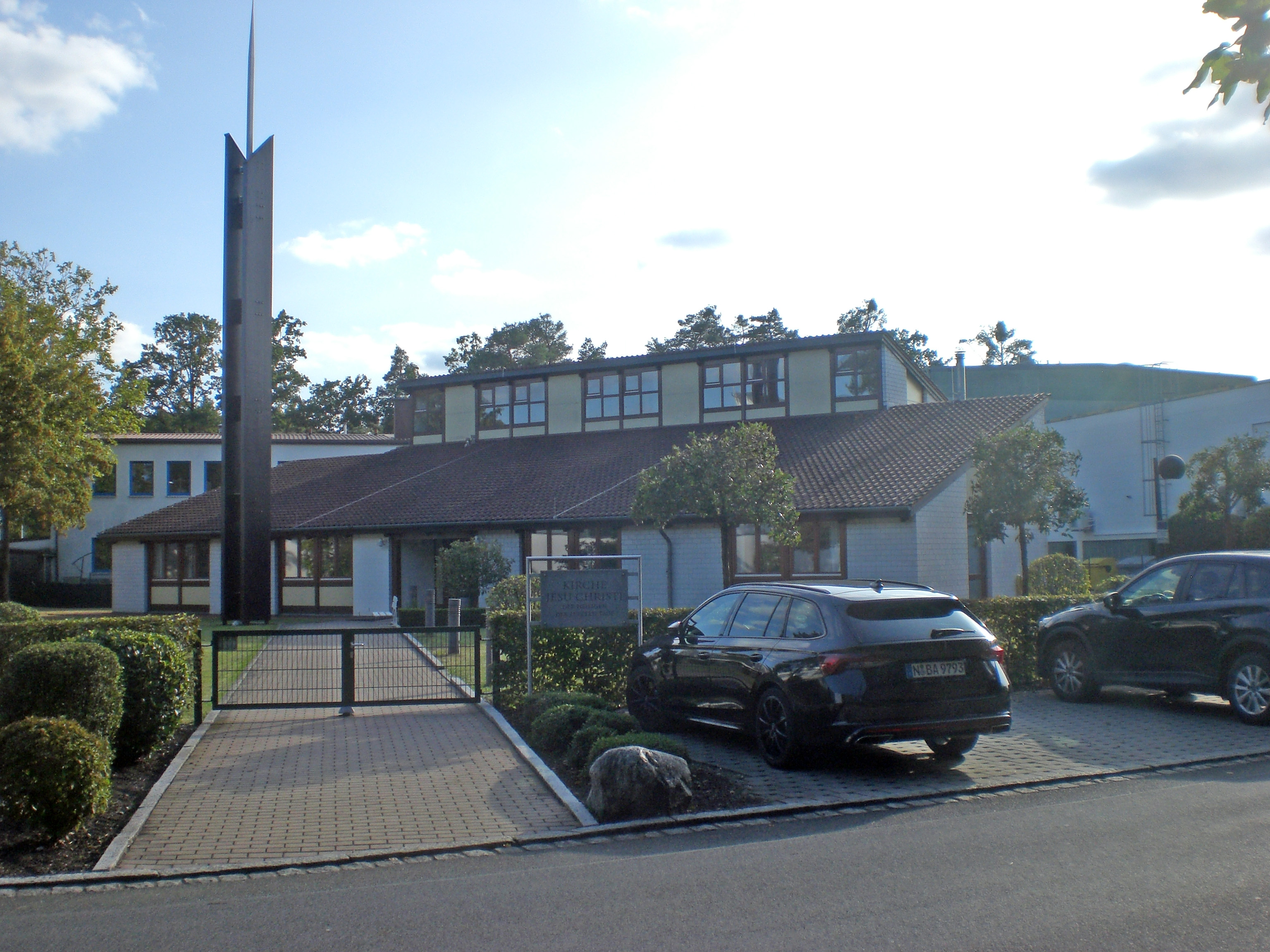
Jesu Christi der Heiligen der Letzten Tage (2023)
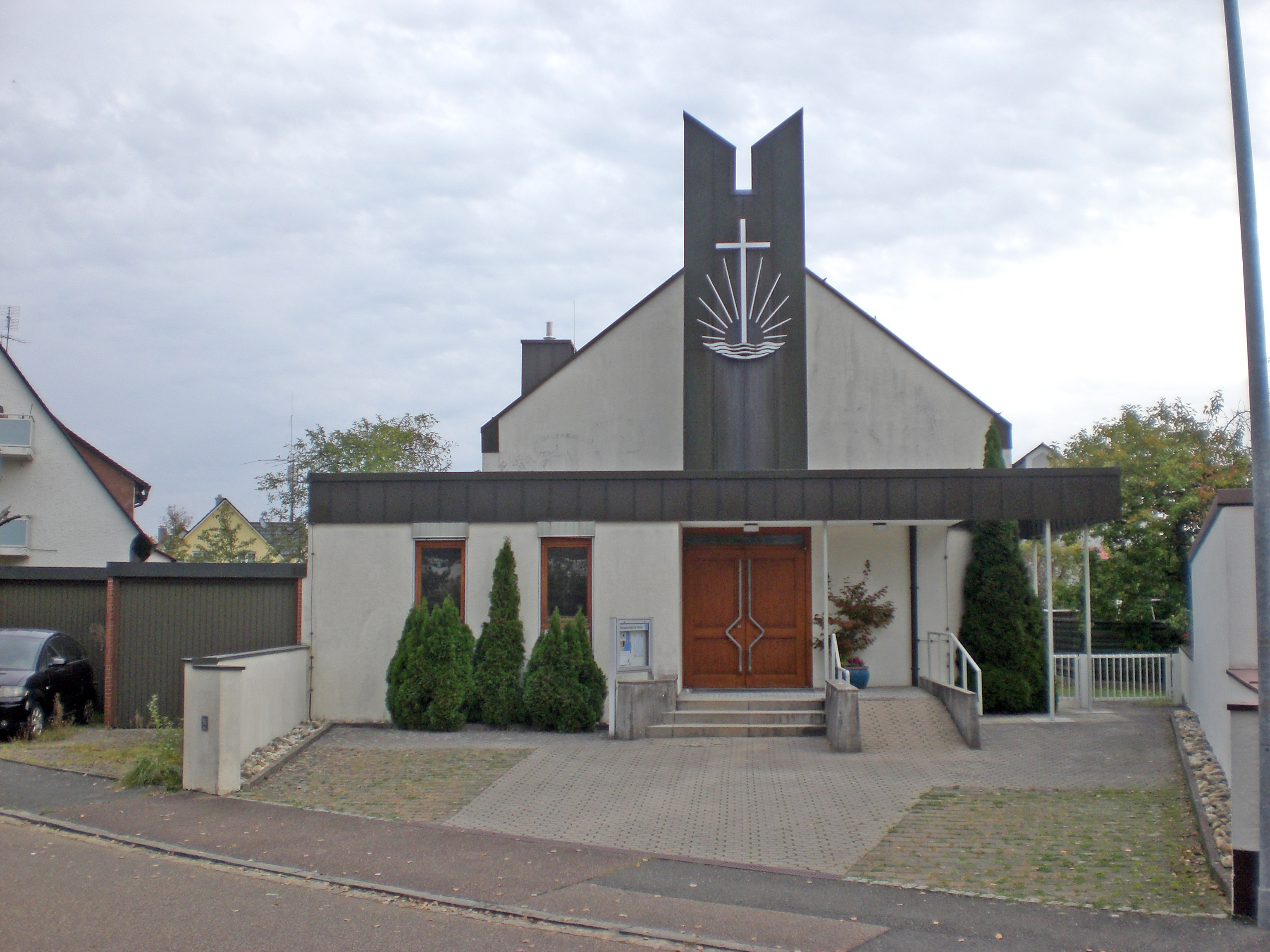
Neuapostolische Kirche (2023)

### Konfessionsstatistik
Gemäß dem Zensus 2011 waren 41,0 % der Einwohner evangelisch, 29,9 % römisch-katholisch und 29,1 % waren konfessionslos, gehörten einer anderen Religionsgemeinschaft an oder machten keine Angabe. Ende Dezember 2019 waren von den Einwohnern 34,5 % evangelisch, 26,3 % römisch-katholisch und 39,2 % konfessionslos oder gehörten einer anderen Religionsgemeinschaft an.

## Politik

### Marktgemeinderat
Nach der Gemeinderatswahl am 15. März 2020, deren Ergebnis das Diagramm zeigt, setzt sich der Marktgemeinderat so zusammen:
- 09 Sitze CSU
- 06 Sitze SPD
- 04 Sitze GRÜNE
- 02 Sitz FWG
- 01 Sitz FDP
- 01 Sitz FRANKEN
- 01 Sitz Unabhängige (UCS)

### Bürgermeister
Erster Bürgermeister ist seit 2020 Jörg Kotzur (parteilos), zweiter Bürgermeister ist Oliver Siegl (CSU) und dritte Bürgermeisterin ist Rita Bogner (Bündnis 90/Die Grünen Bayern).

### Partnerschaften
Kommunale Partnerschaften werden mit Leutschach in der Steiermark (seit 1985) sowie mit Crottendorf in Sachsen (seit 1990) gepflegt.

### Wappen
| | Blasonierung: „In Silber ein stehender Armbrustschütze in grünem Wams mit rot gefütterten Ärmeln und Kappe und rotem Gürtel, weißem Unterkleid und Kragen, goldener Hose und roten Schuhen, der mit der Rechten eine goldene Armbrust schultert und die Linke, in der er zwei gekreuzte silberne Pfeile hält, auf einen grünen Schild, darin ein goldener Bienenkorb, stützt.“ |
| Wappenbegründung: Feucht liegt im einstigen Reichsforst und wurde zum Gerichtsort der im Wald tätigen Zeidler, die mit der Waldbienennutzung belehnt waren. Sie mussten dafür Armbrustschützen für den Reichsheerbann stellen und Naturalabgaben in Form von Honig leisten. Ihre Privilegien sind seit 1296 belegt. Die Farben Rot und Silber sind dem kleinen Wappen der Reichsstadt Nürnberg entnommen, die für Feucht 1431 das Befestigungsrecht erhielt. Das Wappen orientiert sich in etwas abgewandelter Form an dem Zeichen der Zeidelmeister aus dem 17. Jahrhundert. | |

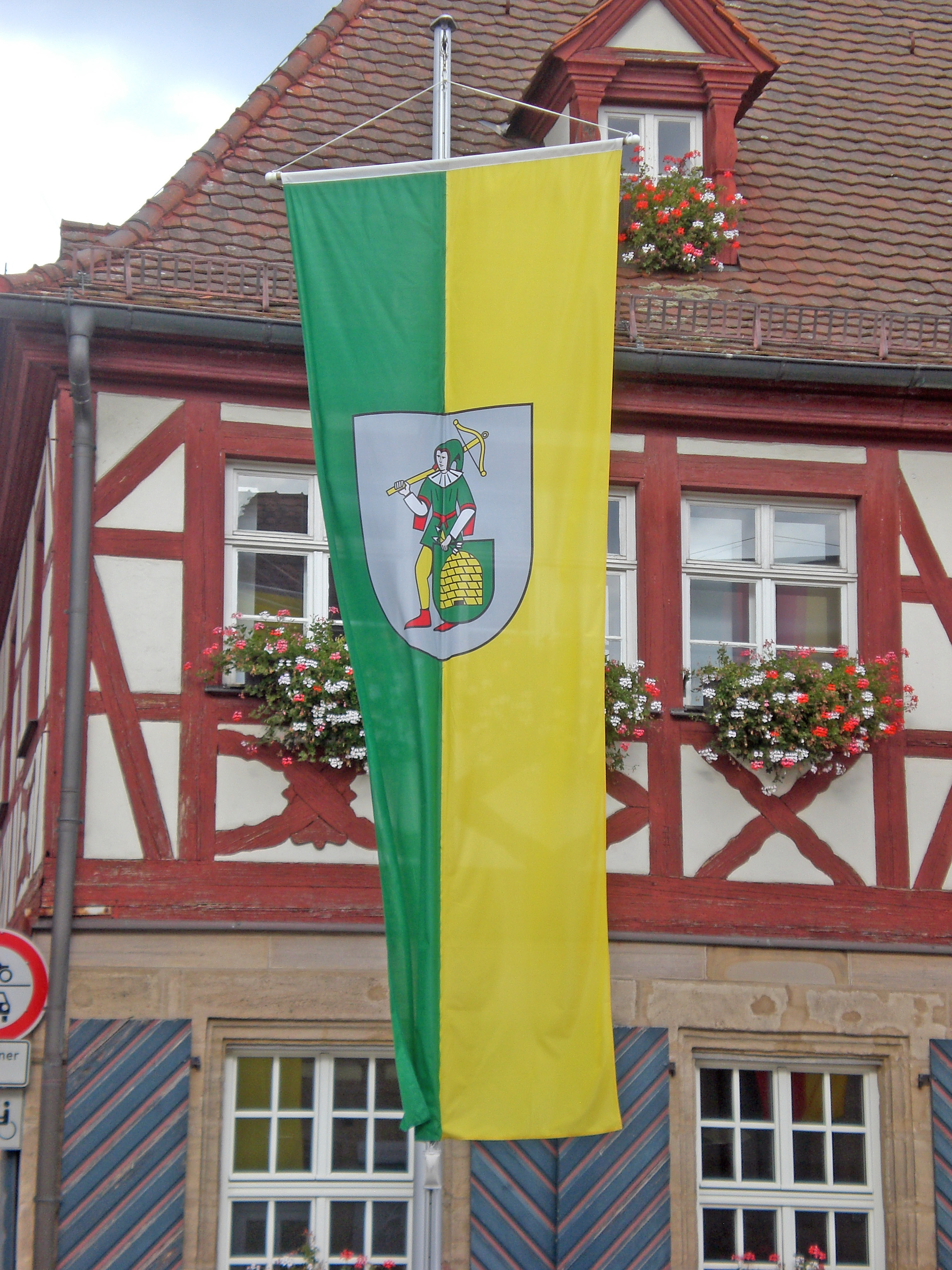
Flagge des Marktes Feucht

Dieses Wappen wird seit 1922 geführt.

### Flagge
Die Flagge des Marktes Feucht ist grün-gelb, in den gleichen Farbtönen wie im Wappen dominant. Diese symbolisieren die Umgebung Wald und Flur (Ackerflächen). In historischen Flaggen waren die beiden Farben durch eine blaue Wellenlinie als Symbol für den Gauchsbach, der den Ort durchfließt, getrennt.

## Kultur und Sehenswürdigkeiten
Die Kommune betreut den Kulturkreis Markt Feucht, der mit ausgewählten Veranstaltungen wie Lesungen, Konzerten, Theateraufführungen sowie speziellen Darbietungen für Kinder und Jugendliche das kulturelle Leben in Feucht bereichern will. Dabei werden die Arbeiten ortsansässiger Künstler sowie der örtlichen Vereine unterstützt.
Ein für alle Interessierten offener Arbeitskreis Chronik sammelt historische Fotografien, Zeitzeugen-Berichte und dergleichen, um (Alt- und) Neubürgern und anderen Interessierten, vor allem aber den folgenden Generationen Einblicke in die jüngere Geschichte Feuchts zu eröffnen und zu erhalten.
Der Kulturverein KISH e. V. veranstaltet Musik und Kabarett in der Reichswaldhalle ca. 8× im Jahr.

### Bauwerke
- Pfinzingschloss (auch: Schloss Mornek)
- Hermann-Oberth-Raumfahrt-Museum (HORM) im ehemaligen Gesindehaus vor dem Pfinzingschloss
- Zeidelmuseum im historischen Hutzlerhaus
- Zeidlerschloss (auch: Schloss im Kartäuserweiher)
- Tucherschloss mit Barockgarten
- Zeidelgericht (neben dem Zeidlerschloss)
- Das Rathaus
- Mesnerhaus (neben der evangelischen Kirche St. Jakob)

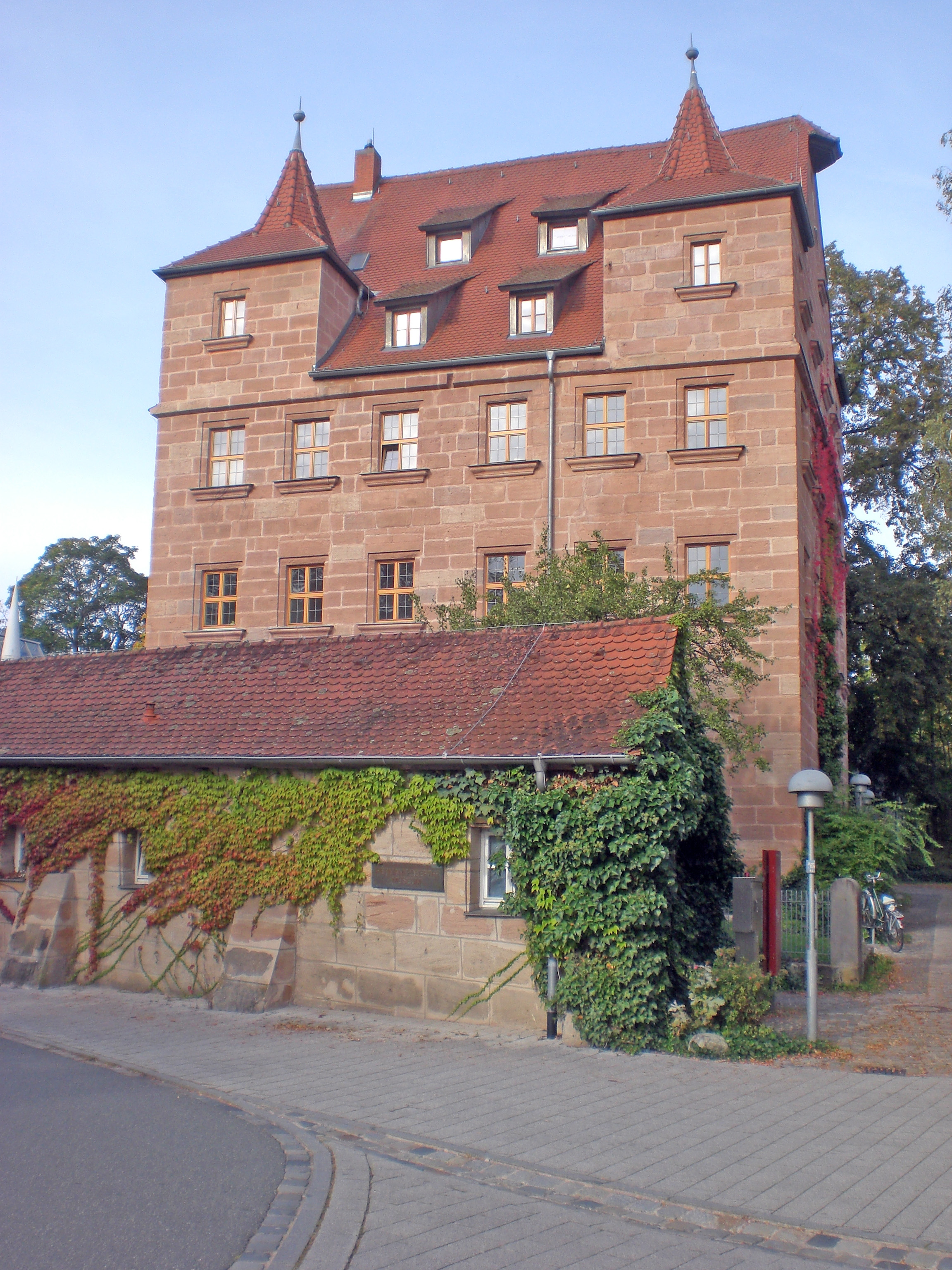
Pfinzingschloss, vorne ein Teil des Hermann-Oberth-Raumfahrt-Museum (2023)
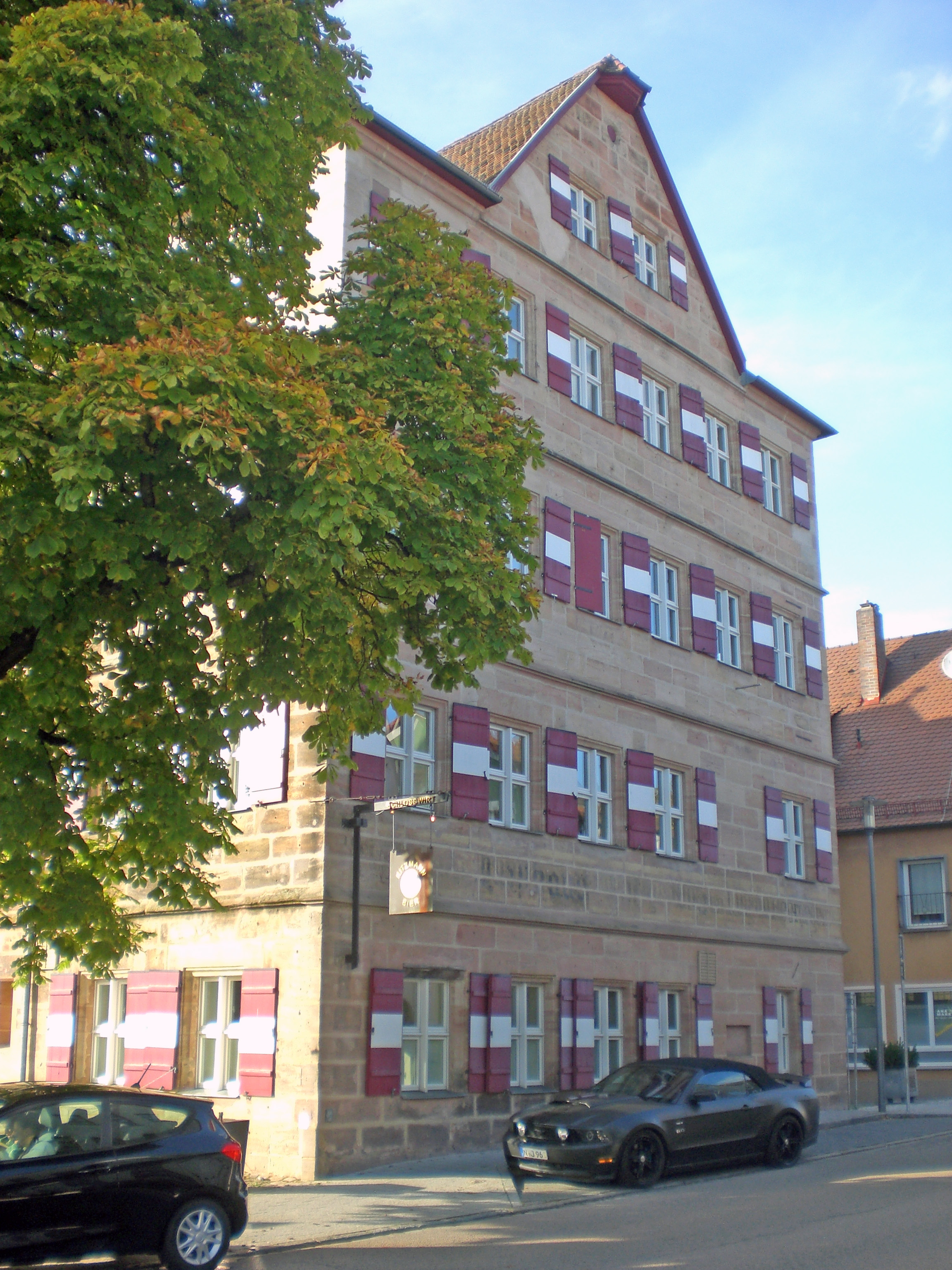
Tucherschloss, Sicht von der Hauptstraße aus (2023)
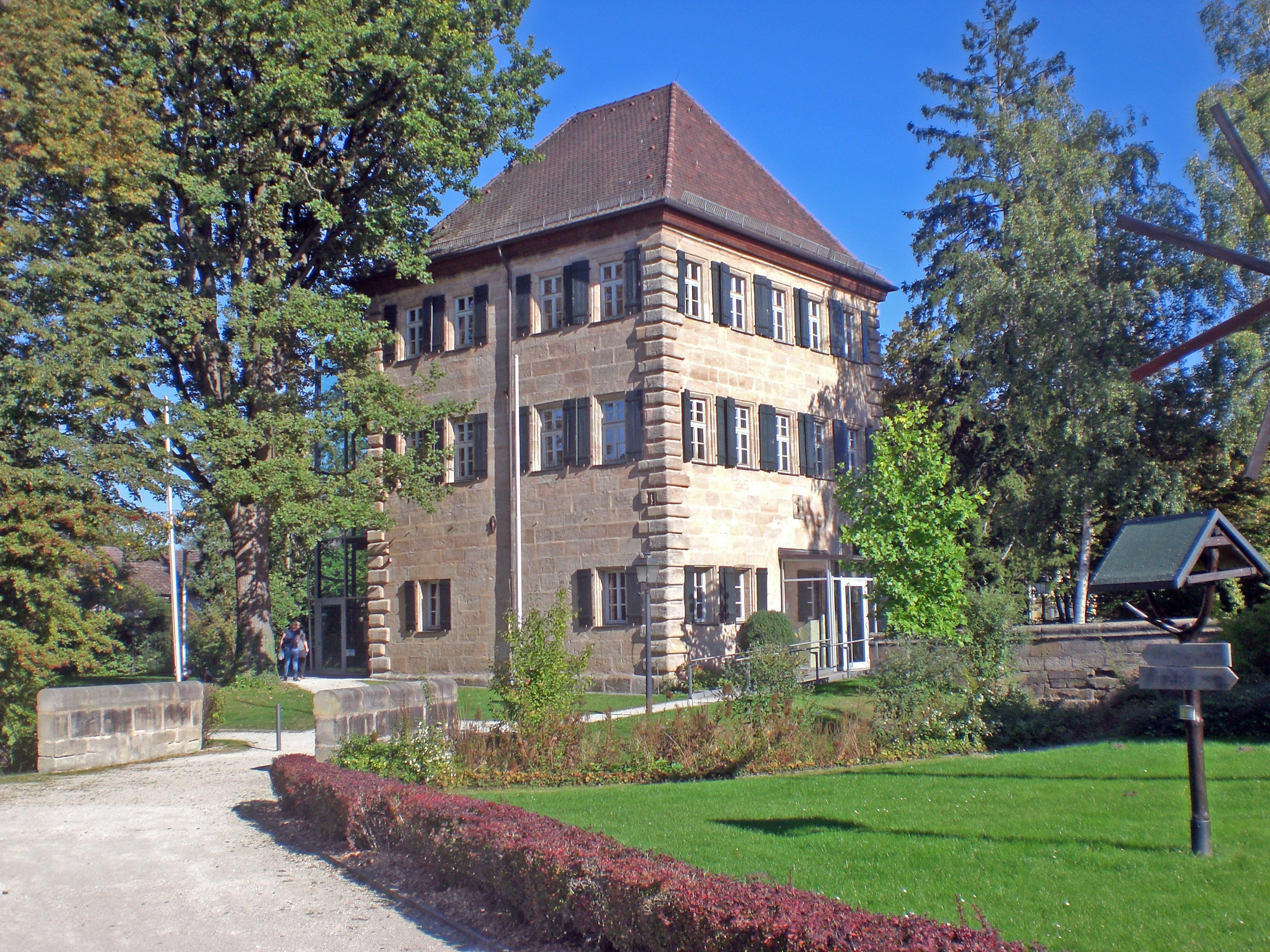
Zeidlerschloss (2023)
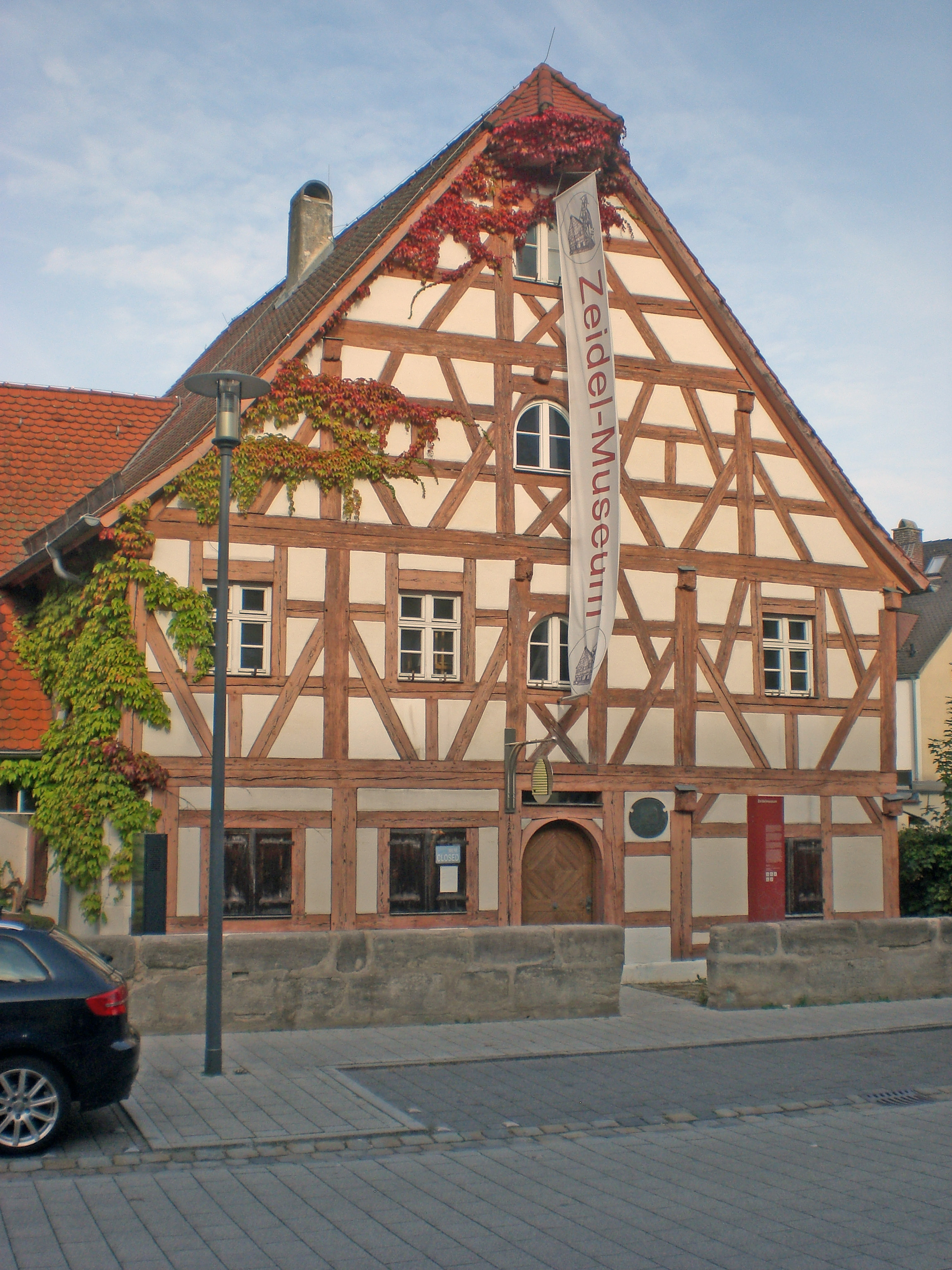
Zeidelmuseum (2023)

### Steinkreuze
Im Gemeindegebiet befinden sich drei sogenannte Sühnekreuze. Diese sind vom Bayerischen Landesamt für Denkmalpflege als Baudenkmal ausgewiesen. Das Steinkreuz am Lechle und das Steinkreuz an der Regensburger Straße sind im Ortsbereich von Feucht. Das Metzgerla befindet sich im Wald an einer Forststraße zwischen Altenthann und Weiherhaus. Zwei weitere Steinkreuze, das Steinkreuz am Kirchbühl südlich der B 8 und das Försterkreuz nördlich der Nordtangente befinden sich im angrenzenden gemeindefreien Gebiet Feuchter Forst.

### Vereine und Verbände
Es gibt Vereine in den Bereichen Kultur, Freizeit, Kinder/Jugend/Senioren, Soziales, Sport, Musik und Politik sowie zwei gewerbliche Netzwerke. Der Arbeitskreis Feuchter Gewerbe (AFG) organisiert und koordiniert zusammen mit der Kommunalverwaltung lokale Veranstaltungen wie Bürgerfest, Kirchweih, Frühlings- und Herbstfest und stellt darüber hinaus neben einem Web-Branchenverzeichnis den Vereinen/Verbänden eine Plattform für Eigen-Darstellungen zur Verfügung (Vereinsregister mit über 80 Einträgen). Das „Miteinander“ wird durch einen gemeinsamen Kirchweih-Frühschoppen und ein jährliches Arbeitstreffen aller Vorstände zusammen mit dem Bürgermeister gestärkt.

## Sport
Neben den traditionellen Sportvereinen, dem TSV 04 Feucht mit 15 Abteilungen und dem 1. SC Feucht (Fußball und Kegeln), haben sich Gruppen für Motor-, Fahrrad-, Reitsport, Wandern, Schießen und Kampfsport etabliert.
Fußball spielt in den beiden genannten Vereinen eine tragende Rolle. Der 1. SC spielte 2003 bis 2005 in der damals drittklassigen Regionalliga Süd und in der Saison 2022/23 in der fünftklassigen Bayernliga Nord. Beim TSV ist die Volleyball-Mannschaft erfolgreich, die Frauen spielen in der Bayernliga.

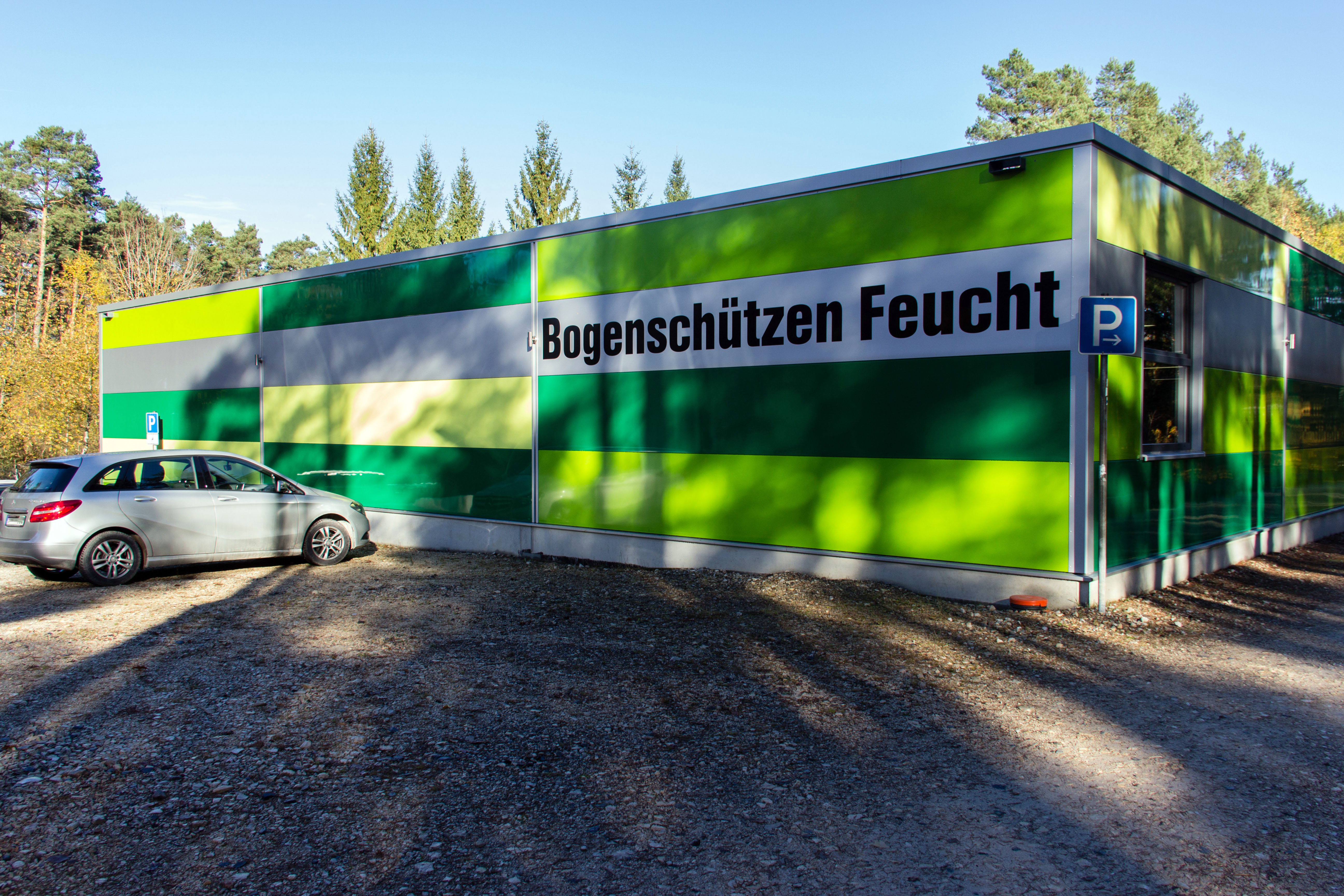
Halle der Bogenschützen Feucht e. V.

Der über die Gemeindegrenzen bekannte Verein der Bogenschützen Feucht e. V. betreibt außerhalb von Feucht ein Trainingsgelände und eine 2010 errichtete Halle mit zehn Schießbahnen. Die Medaillengewinnerin der Olympischen Sommerspiele 2020 in Tokio, Charline Schwarz ist Mitglied des Vereins.

## Wirtschaft und Infrastruktur

### Verkehr
Der Markt liegt direkt an der A 9 Berlin–München, der A 73 Nürnberg–Suhl und an der Bundesstraße 8. Im Südwesten der Gemeinde findet sich das Autobahndreieck Nürnberg/Feucht.
Feucht liegt an der Bahnstrecke Nürnberg–Regensburg. Der Ort verfügt über drei Stationen im Gemeindegebiet, welche von der S-Bahn Nürnberg bedient werden. Vom Bahnhof Feucht ist der Hauptbahnhof Nürnberg in 9 Minuten (S 1) bzw. 16 Minuten (S 3) erreichbar. Die Bahnstrecke Nürnberg–Feucht geht in Feucht nahtlos in die Bahnstrecke Feucht–Altdorf über. Der Haltepunkt Feucht-Moosbach wird von der S 3 bedient. Für die seit Ende 2010 verkehrende S-Bahn nach Neumarkt/Opf wurde ein weiterer Haltepunkt Feucht Ost geschaffen.
Die Schnellfahrstrecke Nürnberg–Ingolstadt mit der Schwarzachtalbrücke verläuft westlich an Feuchts Ortskern vorbei.
Die ehemalige Bahnstrecke Feucht–Wendelstein wurde bereits 1955 im Personenverkehr stillgelegt und mit Einstellung des Güterverkehrs 1960 abgebaut. Ein Überrest von etwa 200 Metern Länge dient heute als Nebengleis des Bahnhofs Feucht. Bis 1973 war Feucht auch Ausgangspunkt einer Bahnlinie, die von der Neumarkter Strecke ab Burgthann in südwestlicher Richtung über Pyrbaum nach Allersberg abzweigte.
Feucht wird durch einzelne Fahrten der Buslinie 50 über den Gewerbepark Nürnberg/Feucht an Nürnberg-Langwasser angebunden, wo Anschluss zur U-Bahn besteht. Ferner verkehrt die Linie 678 über Wendelstein nach Schwabach.
In den Nachtstunden an Wochenenden und zu Feiertagen ist Feucht mit stündlich verkehrenden Nachtbussen (Nightliner) an Nürnberg, Altdorf und Burgthann/Ezelsdorf angebunden.

### Gewerbe

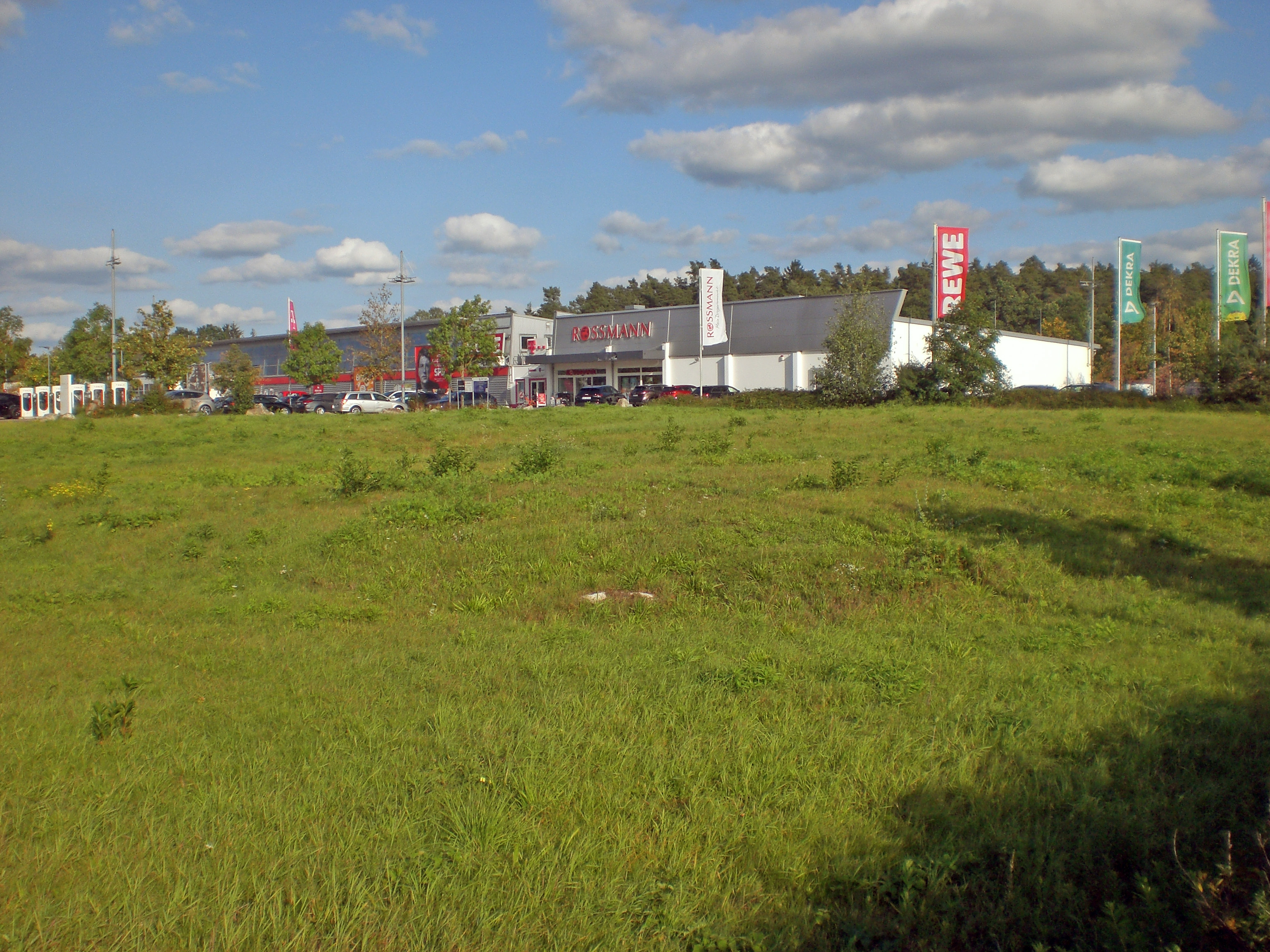
Gewerbepark an der B8

Nachdem Ende des 19. Jahrhunderts die Eisenbahnverbindungen um Feucht (siehe oben) gebaut worden waren und als durch Feucht auch die Straßenfernverbindung Nürnberg-Regensburg (B 8) führte, entwickelte sich seit Beginn des 20. Jahrhunderts aus dem ehemaligen Bauerndorf mit einigen Handwerksbetrieben eine stark gewerblich geprägte Gemeinde:
Bereits 1918 wurden die Fella-Werke gegründet, ein jetzt auf Grünfutter-Erntemaschinen spezialisiertes Landtechnikunternehmen, das seit dem Jahr 2015 eine Marke der bis heute ansässigen AGCO GmbH ist. Einen überregionalen Extrabedarf in den Jahrzehnten vor, während und nach dem Zweiten Weltkrieg deckten Einzel- bzw. Familienunternehmer wie Georg Radlmaier (Betonsteinwerk), Paul Scherrbacher (Rohrmattenfabrik) sowie das Noris-Werk von Hans Weber (Bettenfabrik) und halfen damit auch der durch Flucht und Vertreibung stark angewachsenen Bevölkerung zu Lohn und Brot; dazu kamen das Sägewerk Kreuzer sowie die beiden Großgärtnereien Amon und Zimmerer. Nachdem diese alle nicht mehr existieren, wurden die Flächen aufgeteilt und werden weiter gewerblich oder für Wohnbau genutzt.
Am östlichen Ortsrand wurde in den 1950er Jahren eine Galvanotechnik-Produktion durch die Schering AG und eine Wellpappenfabrik durch Sieger (zwischenzeitlich Kappa-Sieger) eröffnet. Heute heißen die den Betrieb weiterführenden Firmen ATOTECH und Smurfit Kappa.
1965 verlegte Joachim W. Thiel den Betrieb der Nürnberger Fassadenfirma WiVo auf die Hauptfläche des Geländes der Firma Scherbacher, die er zugleich übernahm. 1970 wurden die WiVo und Scherrbacher zur Thiel GmbH fusioniert, die bis heute als überregional tätiges Unternehmen in Feucht mit 90 Mitarbeitern Metallfassaden herstellt und montiert. 1975 eröffnete auf Teilflächen von Radlmaier und Scherrbacher das von dem ehemaligen Feuchter Kräuter-Pfarrer Ludwig Heumann mitgegründete Nürnberger Pharmaunternehmen Heumann GmbH einen Fertigungsbetrieb. Nach dem Unternehmensverkauf an die indische Torrent-Gruppe wurden die Anlagen 2008 durch die Excella GmbH (Fareva-Gruppe) übernommen.
Südlich der B 8 ist seit den 1990er Jahren ein neuzeitlicher Gewerbe- und Handelspark mit Supermärkten, Baumarkt, Schnellimbiss und Spielkasino entstanden. Die Gewerbegebiete im Feuchter Osten und dann auch im Süden wuchsen kontinuierlich und beherbergen Dutzende Firmen der unterschiedlichsten Branchen.
Im Westen wurden die zuvor von der US Army als Hubschrauber-Flugplatz (bei der Muna) genutzten Flächen durch den von der Stadt Nürnberg und den Märkten Feucht und Wendelstein 1996 gegründeten Zweckverband Gewerbepark Nürnberg-Feucht-Wendelstein (GNF) erschlossen. Den Anfang machte ein Frachtpostzentrum der Deutschen Post, inzwischen umfasst die Firmenliste bereits über 50 Unternehmen.
Die Hauptstraße und angrenzende Bereiche sind gesäumt von Fachgeschäften aller Art für den täglichen oder gelegentlichen Bedarf. Es gibt zwei Dutzend Gaststätten, einige davon mit Übernachtungsmöglichkeit, drei Geldinstitute, mehr als zwei Dutzend Ärzte aller Fachrichtungen, Therapiepraxen und zwei Apotheken.

### Bildung
Für die Kleinsten beginnt die Bildung außer Haus mit dem Kindergarten (Krippe, Kita, Hort), davon gibt es in der Gemeinde 9 Einrichtungen bzw. Standorte. Neben Grund- und Mittelschule gibt es eine Staatliche Realschule (SRF) sowie eine staatlich anerkannte Private Fachakademie für Heilpädagogik (PFH) sowie eine zweizügige staatlich anerkannte Fachakademie für Sozialpädagogik (PFH). Die regionale Volkshochschule Schwarzachtal (VHS) bietet viele Kurse auch in Feucht an.
Die Bewerbung für ein Gymnasium in Feucht hatte 2010 keinen Erfolg, den Zuschlag erhielt das fünf Kilometer entfernte Wendelstein; kaum weiter ist das Leibniz-Gymnasium in Altdorf. Zur Auswahl stehen außerdem die beiden Gymnasien in Neumarkt und mehrere in Nürnberg.
In Feucht befindet sich das Walburgisheim. Im Gebäude des sogenannten „Waldschlösschens“ betreibt das „Seraphische Liebeswerk Altötting“ eine Einrichtung der Kinder- und Jugendhilfe.
Im Ort ansässig ist auch die Jagdschule Frankenland.

### Senioreneinrichtungen

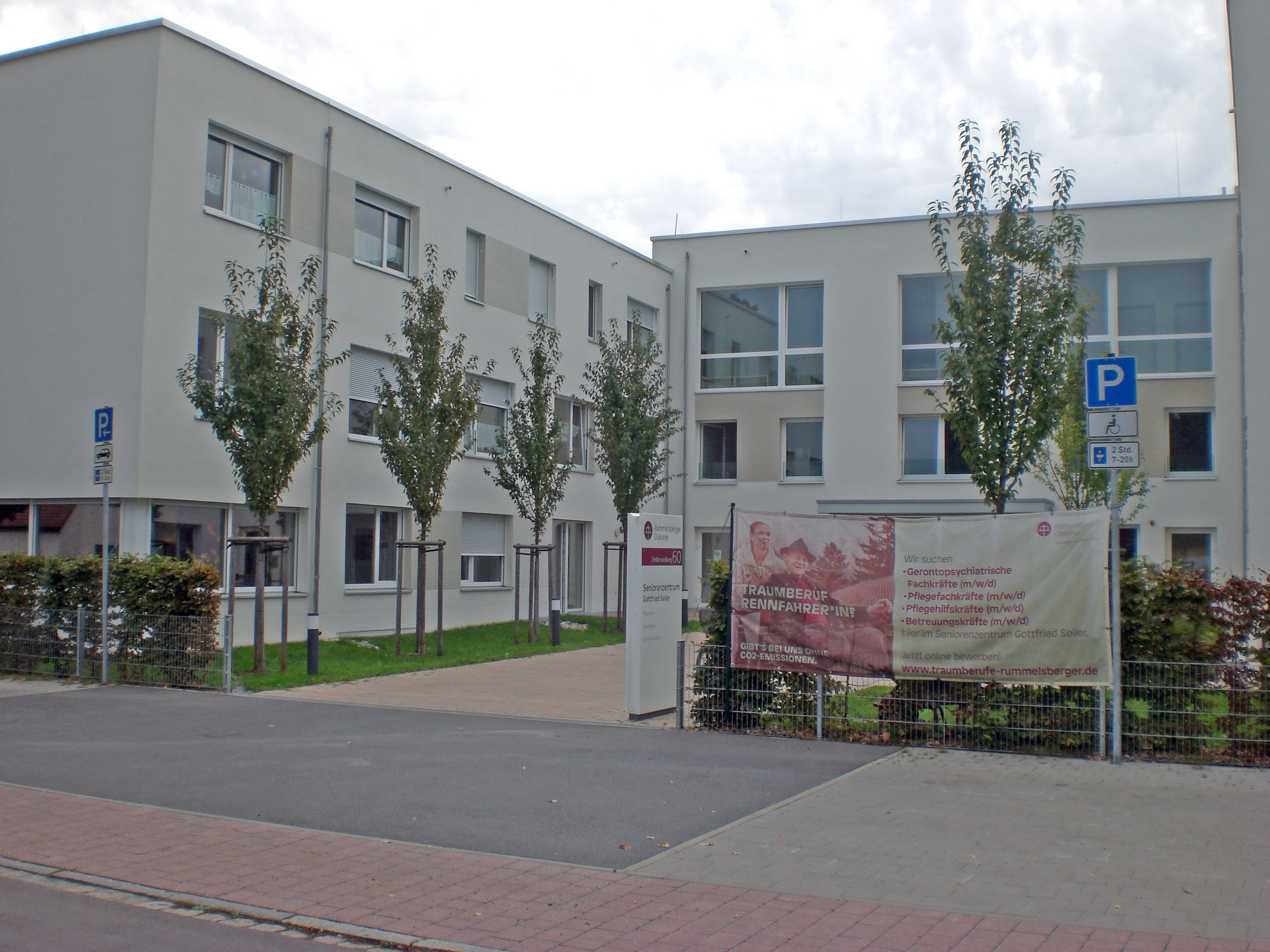
Senioreneinrichtung „Gottfried-Sailer“ (2023)

In Feucht gibt es drei große Senioreneinrichtungen.
- Das Seniorenzentrum „Gottfried Seiler“ in Feucht.[38]
- Seniorenzentrum am Zeidlerschloss
- Altengerechte Wohnungen „Paul-Morath-Haus“

## Tourismus und Freizeit

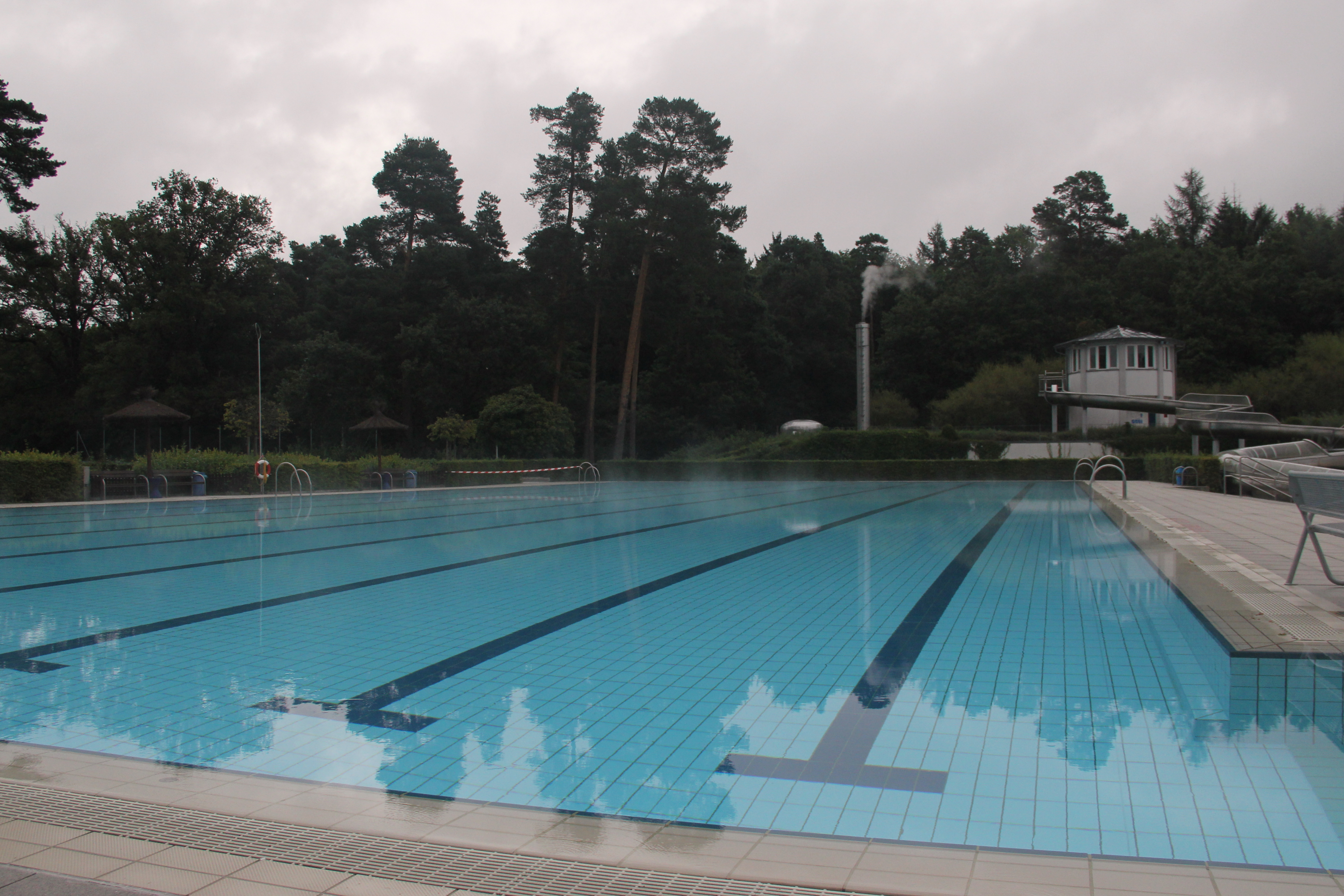
Waldbad Feuchtasia

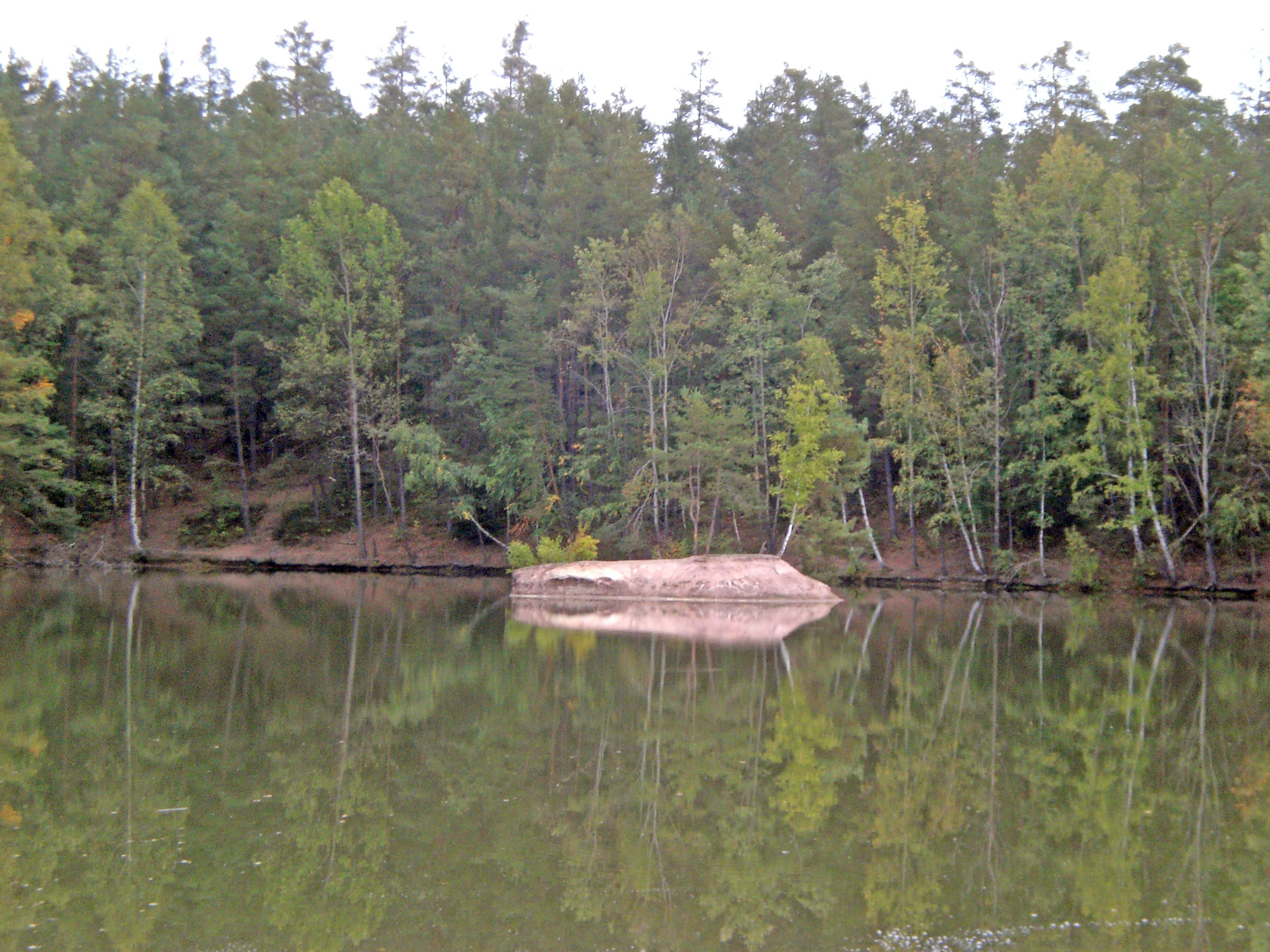
Kleiner Jägersee mit Insel (2023)

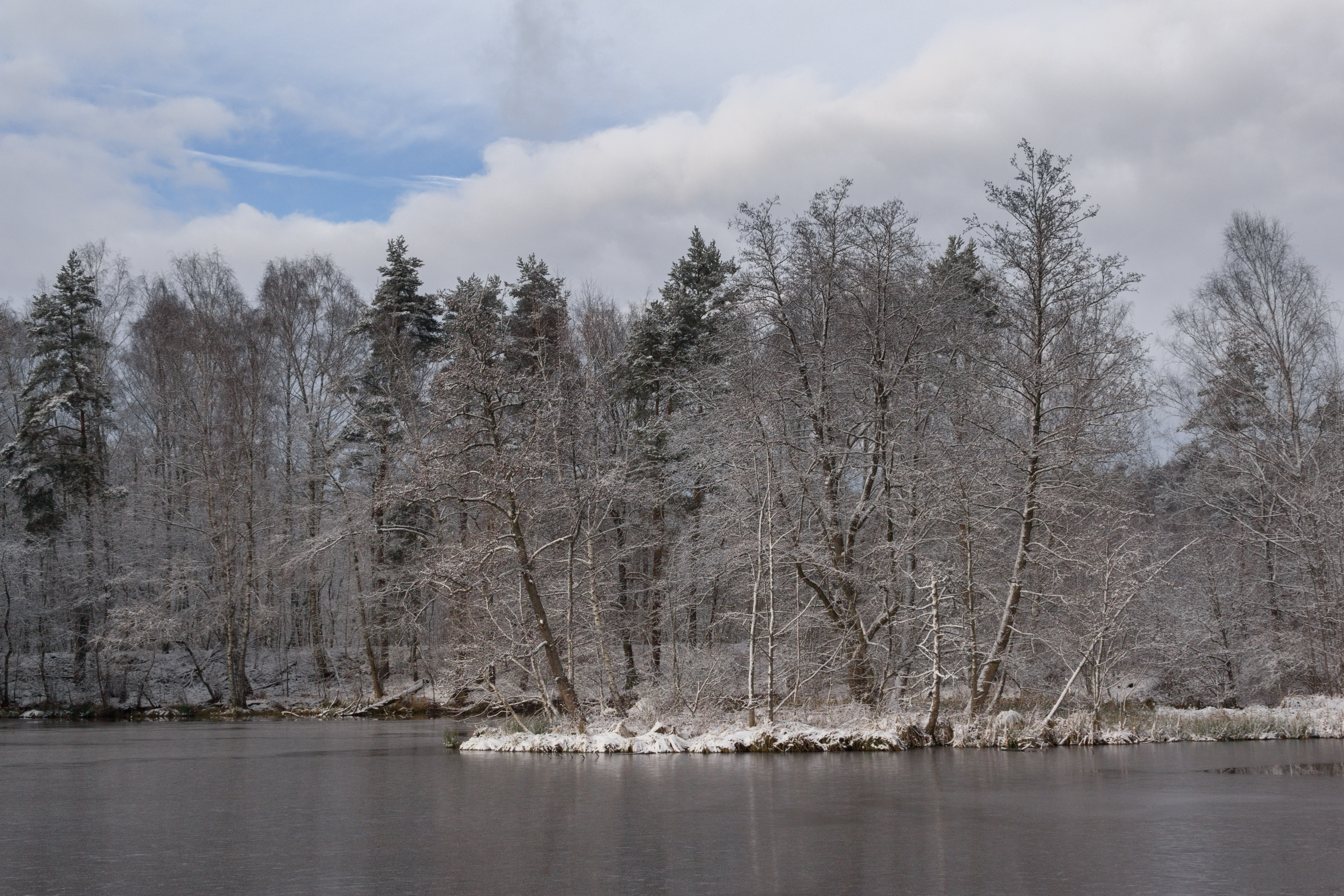
Krugsweiher im Winter

Feucht liegt mitten im Lorenzer Reichswald. Neben dem Jägersee (teils FKK), Wanderwegen, Radwegen und einem Reisemobil-Stellplatz
lädt das Waldbad Feuchtasia (Textil) zum Verweilen ein. Das Bad besitzt ein 50-Meter-Edelstahlbecken, ein seichtes Spaßbecken für Kinder, ein Planschbecken für Kleinkinder, eine 70-Meter-Wasserrutsche, einen Sprungturm mit 5-Meter-Brett, eine kleine Schlechtwetterhalle und Gastronomie sowie eine Saunalandschaft.
Nahe Moosbach befindet sich eine kleine in Stein gefasste Quelle, der Hubertusbrunnen, westlich von Feucht die Krugsweiher und östlich der Haagsweiher.
Der 2010 fertiggestellte Drei-Schlösser-Rundweg bietet die Möglichkeit, alle Sehenswürdigkeiten des Ortes näher zu erkunden.
Für Sportler stehen zwölf gut ausgeschilderte Lauf- und Walkingrouten zur Verfügung.
Der nahe gelegene Ludwig-Donau-Main-Kanal mit einer Kanalbrücke (Brückkanal) und einem großen Biergarten ist ein – insbesondere von Ausflüglern aus dem nahen Nürnberg – viel genutztes Ausflugsziel. Von hier aus beginnt ein Wanderweg durch das Naturschutzgebiet Schwarzachklamm.

### Radwege
- Fünf-Flüsse-Radweg entlang des nahen Ludwig-Donau-Main-Kanals
- Radwanderweg 16 und Radwanderweg 17 der Frankenalb Nürnberger Land[41]

### Wanderwege
Wanderwege des Fränkischen Albvereins:
- Fränkischer Dünenweg (Gelbe Düne, FAV 222)
- Berchinger Weg (Blaustrich, FAV 28) – Feucht – Berching
- Gottfried-Stammler-Weg (Rotpunkt, FAV 55) – Großgeschaidt
- Feucht – Moritzberg (Grünpunkt, FAV 86)
- Zeidlerweg (Blaustrich, FAV 119) Altdorf bei Nürnberg – Feucht
- Nürnberg-Langwasser – Feucht (Grünstrich, FAV 149) – Nürnberg-Langwasser Süd, U–Bahnhof – Feucht Bahnhof
- Fränkischer Jakobsweg (Jakobsmuschel, FAV 11) – Ensdorf – Stein bei Nürnberg

### Klettern
Der Deutsche Alpenverein betreibt in Feucht eine Kletterhalle.

### Tierheim Feucht

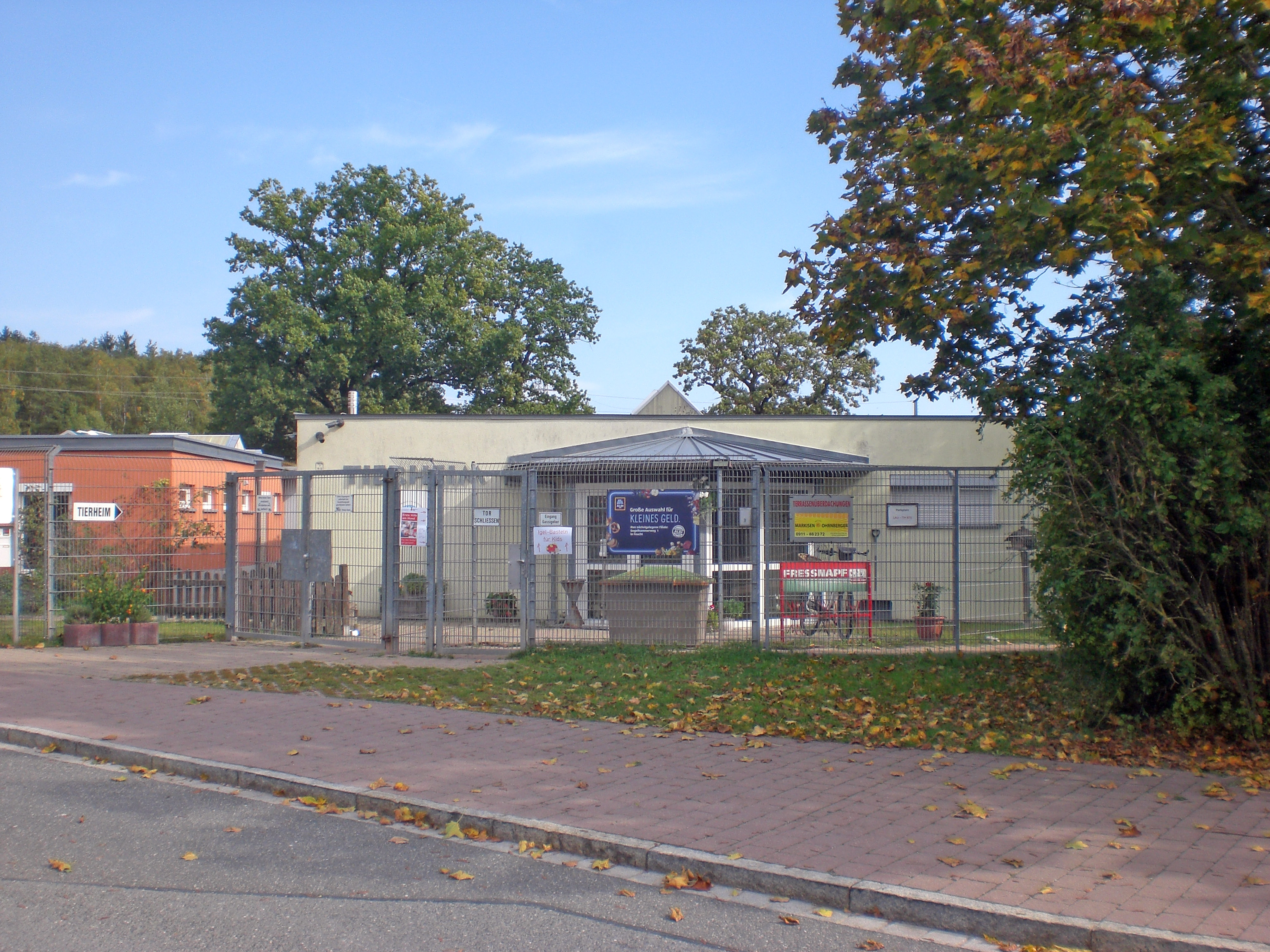
Das Feuchter Tierheim (2023)

In Feucht befindet sich seit 1958 ein großes Tierheim.

### Reitanlage

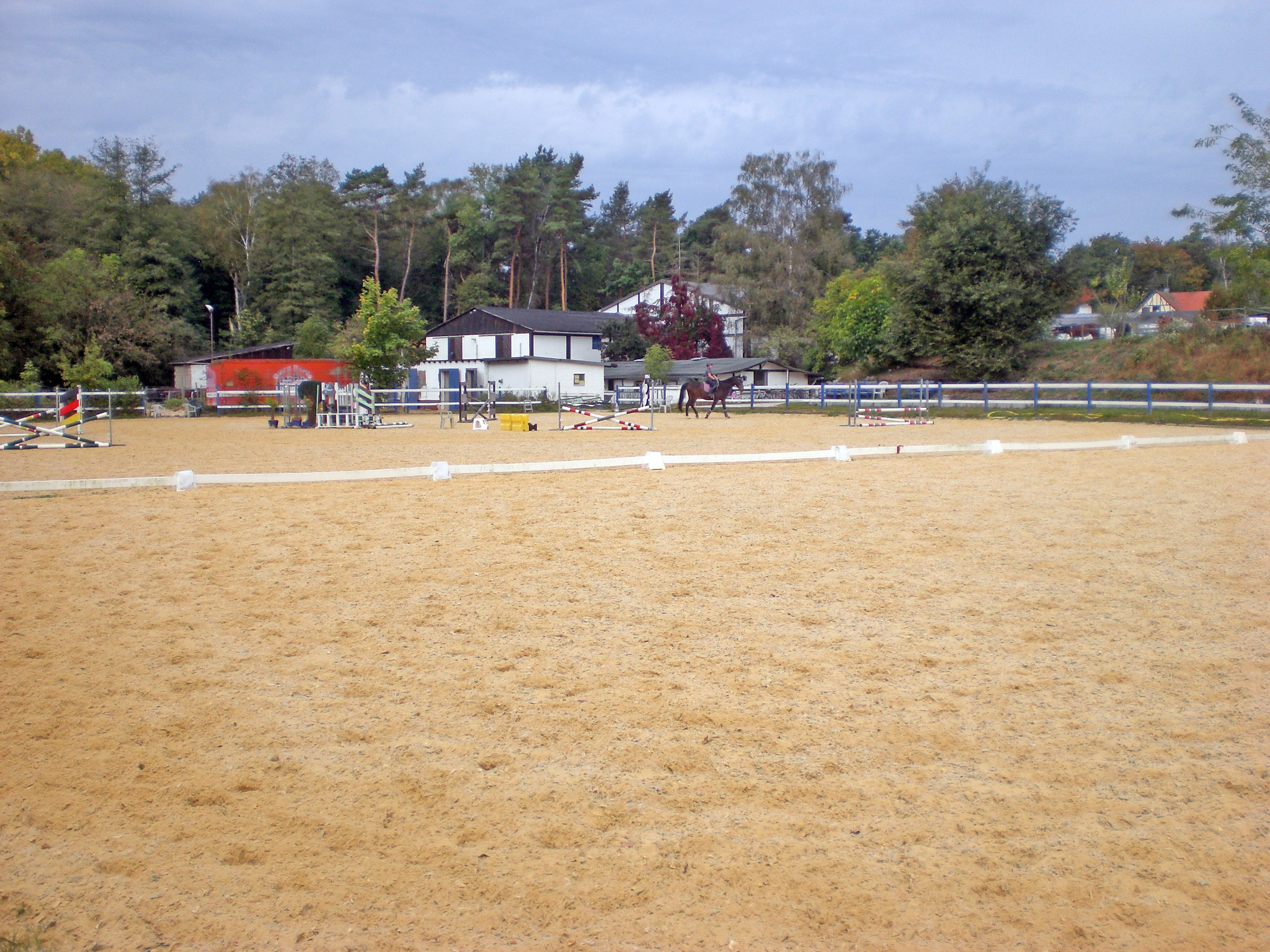
Reitanlage (2023)

In Feucht gibt es eine 18.000 m² große Reitanlage. Sie liegt am Ortsrand und dem angrenzenden Jägersee. Sie verfügt über eine 20 × 40 m messende Reithalle, einen 20 × 40 m großen Dressurplatz 20 × 40 m und einen 30 × 60 m großen Springplatz.

## Persönlichkeiten

### Ehrenbürger
Hinweis: Die Auflistung erfolgt chronologisch nach Datum der Zuerkennung.
- 1912: Johann Peter Bezoldt (1839–1923),

Lehrer, Verdienste als Gemeindeschreiber
- 1924: Wilhelm Meißner (1862–1926),

Oberlehrer, verdient um das Feuchter Schulwesen, Gemeindeschreiber
- 1928: Richard Pritzel (1868–1935),[46]

Erster Bürgermeister 1922–1928
- 1933: Georg Hoffmann (1871–1951),

Bürgermeister 1906–1919 und 1933–1943, seit August 1947 Altbürgermeister, verdient um die Elektrifizierung von Feucht (Ehrenbürgerrecht bestätigt 1947)
- 1933: Friedrich Stoer (1866–1947),

Rechtsrat a. D., Gestalter von Siegel und Wappen für Feucht 1922
- 1959: Hermann Oberth (1894–1989),

Physiker und Raketenpionier

### Weitere Persönlichkeiten, die mit dem Markt in Verbindung stehen
- Karl Seiler (1896–1978), Pädagoge, Soziologe und Hochschullehrer
- Erna Roth-Oberth (1922–2012), Juristin, Tochter von Hermann Oberth
- Adolf Oberth (1928–2007), Chemiker und Erfinder, Sohn von Hermann Oberth
- Hannes Schönfelder (* 1945), 1989–1996 Bürgermeister Feuchts und ehemaliger Richter am Bundesfinanzhof
- Gottfried Seiler (1866–1940), Pfarrer und Leiter der Diakonen- und Erziehungsanstalt Rummelsberg[48]
- Gregor Hiltner (* 1950), bildender Künstler
- Paul Morath (1922–2018), 1974–1989 Erster Bürgermeister des Marktes Feucht, seit Oktober 1997 Altbürgermeister[45]
- Konrad Rupprecht (* 1955), 1996–2020 Erster Bürgermeister des Marktes Feucht, seit Mai 2020 Altbürgermeister[49][50][51]
- Martin Schieber (1966–2014), Historiker im Verein Geschichte Für Alle, verfasste in jahrelanger Zusammenarbeit mit dem Feuchter Arbeitskreis Chronik (AKC) die neue bebilderte Ortschronik über Feucht.[52]
- Charline Schwarz (* 2001), Bogenschützin, Medaillengewinnerin der Olympischen Sommerspiele 2020 in Tokio und Weltmeisterin der Recurve Mannschaft in Berlin 2023[53]
- Jessin Ayari (* 1992), Mixed-Martial-Arts-Kämpfer, von 2016 bis 2020 bei der UFC. Seine Sportler-Karriere begann er als Fußballer bei der Jugend des TSV 1904 Feucht.[54]